# Armoriale delle famiglie italiane (Boa-Bop)
Questo è l'armoriale delle famiglie italiane il cui cognome inizia con le lettere che vanno da Boa a Bop.

## Armi

### Boa
| Stemma | Casato e blasonatura |
| ------ | --- |
|        | Bo o Del Bove (Fossano) D'azzurro, a cinque bande d'oro (citato in (17)) |
|        | Bo (Lanzo) Titolo: consignori di Cocconato D'oro, al bue di rosso, passante sulla campagna, di verde, accompagnato in capo da una stella (6), d'azzurro alias D'oro, al bue di rosso, rampante sulla campagna, di verde, accompagnato in capo da una stella, d'azzurro Motto: Labor ad astra (citato in (17)) |
|        | Boacorsi (Cesena) (la blasonatura non è stata ancora caricata) (citato in BLCW) Immagine in Blasone Cesenate. |
|        | Boarelli (Verzuolo (Piemonte)) Titolo: Nobile inquartato: nel 1º e 4º di rosso al bue d'oro; nel 2º e 3º d'oro alla sbarra di rosso Cimiero: cane barbetto , al naturale, nascente, tenente una scritta col motto Motto: Mandatis paratus (citato in (4) – Vol. II pag. 95 e in (17))                         |
|        | Boarino (Bra) Troncato cuneato, di quattro pezzi d'argento, su tre e due mezzi d'azzurro, a tre boarine (cutrettole), (al naturale), due nel 1°, una nel 2° Motto: In trepiditate securitas (citato in (17))                                                                                                  |
|        | Boasso (Torino) Titolo: consignori di Cocconato Troncato, d'oro all'aquila coronata di nero, e di rosso al bue d'argento Motto: Coeloque soloque (citato in (17)) |
|        | Boatteri o Boateri o Buateri (Savigliano) Titolo: consignori di Montaldo Roero Di rosso, alla fascia d'oro (citato in (17)) |

### Bob
| Stemma | Casato e blasonatura |
| ------ | --- |
|        | Boba (Monferrato) Troncato d'argento e di rosso, a due rincontri di bue posti in palo dell'uno nell'altro (Immagine nella Raccolta stemmi Trippini (JPG).) |
|        | Bobali (Ragusa/Dubrovnik) di rosso, alla banda d'argento, caricata di tre leoni rampanti del campo, il primo tenente una crocetta latina di nero (citato in (8)) (FR) De gueules, à la bande d'argent, ch. de trois lions rampants du champ, le premier tenant une croisette latine de sable. Casque couronné. (citato in (9)) |
|        | Bobba (Lu) Titolo: marchesi di Bianzè (1633), Graglia, Pollone e Sordevolo (1619); conti di Bussoleno; signori di Calliano, Camaga, Carema, Castelgrana, Castelletto Scazzoso, Castruzzone, Cavallerleone, Cuccaro, Grana, Lu, Montalto, Morano, Olivola, Ottiglio, Peglia, Rivalta, Rosignano, San Genuario, Terruggia, Ticinetto Troncato di rosso e d'argento, a due teste di bove in maestà, dell'uno nell'altro alias Troncato di rosso e d'argento, al rincontro di bue, dell'uno nell'altro alias D'argento, inquartato da due filetti di nero, al 1° e 4° all'aquila di nero, al 2° e 3° al leone, tenente una croce, il tutto di rosso, e sul tutto troncato di rosso e d'argento, al rincontro di bue, dell'uno nell'altro alias (la blasonatura non è stata ancora caricata) Motto: Labore et vigilantia (citato in (17)) |
|        | Bobizo (Bologna-Venezia) (Immagine in Armas de los cavalleros de Veneçia.) |
|        | Bobone (Lisbona) di azzurro alla torre di argento, chiusa e finestrata di nero, con la porta crociata d'oro, fondata sulla pianura erbosa al naturale, cimata da un palmizio uscente, d'oro (citato in (4) – Vol. II pag. 96) |

### Boc
| Stemma | Casato e blasonatura |
| ------ | --- |
|        | Boca (Ghemme) Titolo: signori di Villaregia, Salussola Troncato, al 1° d'azzurro al cammello sdraiato, d'oro, al 2° d'argento all'albero, con i rami decussati e ridecussati, nutrito sulla pianura erbosa, il tutto al naturale Motto: Sustine et abstine (citato in DAlena e in (17)) |
|        | Bocali o Buocali o Boccali (Venezia, Monferrato) Titolo: signori di Castelnuovo Belbo Di [...], a due leoni coronati di [...], affrontati, tenenti con la zampa anteriore destra una spada di [...], alta in palo Motto: Θεου διδοντος (citato in (17)) |
|        | Bocca (Bagnolo Mella) fasciato d'argento e di rosso: le fasce d'argento caricate, quella superiore e inferiore da un quadrifoglio accostato da due stelle (8); quella mediana da tre stelle (8) alternate da due quadrifogli; il tutto d'azzurro (citato in (4) – Vol. II pag. 96) |
|        | Bocca (Pisa) Di rosso, alla banda ondata d'oro (citato in (15)) |
|        | Bocca Titolo: consignori di Celle Monferrato D'azzurro, alla fascia d'oro, carica di due bocche umane al naturale, accompagnate da due stelle del campo ai lati delle bocche; la fascia accompagnata da due stelle d'oro, una in capo e l'altra in punta (citato in (17)) |
|        | Bocca (Cherasco) D'oro, a tre monti di verde, sostenenti due leoni affrontati, di rosso (citato in (17)) |
|        | Bocca (Torino) Titolo: conti Di rosso, al mascherone lunare d'argento, posto su di un capitello dello stesso Motto: In ore veritas (citato in (17)) |
|        | Boccabianca troncato: a) di azzurro al leone voltato al naturale nascente dalla troncatura e tenente un ramo di rosa rossa gambuta e fogliata di verde; b) partito: a destra di rosso pieno, a sinistra di rosso a due fasce di argento. Fascia di argento sulla troncatura (citato in (4) – Vol. II pag. 96) |
|        | Boccabianca (Ripatransone, Roma) partito:nel 1º troncato: a) di azzurro al leone voltato al naturale nascente dalla troncatura e tenente un ramo di rosa rossa gambuta e fogliata di verde; b) partito: a destra di rosso pieno, a sinistra di rosso a due fasce di argento. Fascia di argento sulla troncatura (Boccabianca). Nel 2º di azzurro alla quercia al naturale ghiandata d'oro e terrazzata di verde e accompagnata in capo da una cometa d'oro ondeggiante in palo, accostata da due stelle di 8 raggi d'oro. Il tutto abbassato sotto un capo d'argento caricato dell'aquila bicipite dell'impero di nero, aureolata d'oro, unghiata e linguata di rosso (Barnabei) Ornamenti: lo scudo è cimato dalla corona comitale, timbrato dall'elmo aperto in maestà con il cercine e i lambrecchini di rosso e d'oro a destra, d'azzurro e d'argento a sinistra, sormontato dalla corona imperiale, aperta settilobata d'oro Cimiero: testa bifronte: a destra volto umano vivente, a sinistra morto; sopra in mezzo un'ala e un osso umano. Nastro ondulato che va dall'una all'altra bocca con il motto Sic semper Sostegni: due rami di palma decussati sotto al punta e divergenti Motto: Cum Leo de Buche-Blange: vae cui porrexero manus ! (citato in (4) – Vol. II pag. 96) |
|        | Boccabianca (Cuneo) Di rosso, alla banda scaccata di due file, d'oro e d'azzurro (citato in (17) e in (25)) di rosso, attraversante da due sbarre, quali principiano alla banda dritta e finiscono alla sinistra, quali sono alternativi l'uno giallo e l'altro celeste (citato in (25)) Cimiero: una celado sopra la quale si posa il cismo (?) rosso Motto: Una vox et bona fama - Bona vox et bona fama |
|        | Boccacci d'argento, al guidone dello stesso, banderuolato di rosso (citato in (3)) |
|        | Boccacci (Pisa) d'azzurro all'aquila d'oro; alla banda sul tutto di rosso (citato in (5) - pag. 100 v. 4-6) |
|        | Boccacci o Boccacci Ardovini (Firenze) D'azzurro, all'aquila dal volo abbassato d'oro e alla banda diminuita attraversante di rosso (citato in (15)) (DE) In Blau 1 goldener Adler, überdeckt von 1 roten Schrägbalken (citato in (23)) |
|        | Boccaccini (Comacchio, Migliarino (Ferrara), Bologna) d'argento alla pianura di verde sostenente un leone addestrato da una serpe in atto di avventarsi contro di esso, stretta da una mano uscente dal fianco destro dello scudo, il tutto al naturale; col capo di azzurro caricato di tre stelle di sei raggi male ordinate d'oro, sostenuto da una fascia in divisa di rosso (citato in (4) – Vol. II pag. 98) |
|        | Boccaccio (Firenze) D'azzurro, alla scala di quattro pioli posta in banda d'oro (citato in (15)) |
|        | Boccaci (Toscana) (DE) 1 schräggelegte viersprossige Leiter (citato in (23)) |
|        | Boccadiferri (Bologna) troncato d'azzurro e d'oro (citato in (11) – pag. 166) |
|        | Boccadifoco o Boccadifuoco o Buttafuoco (Sicilia) Titolo: marchese della Scaletta d'azzurro, al serpente alato d'oro, che getta fiamma dalla bocca (citato in Mango) d'azzurro con un drago d'oro fiammeggiante dalla bocca. Corona di marchese (citato in (29)) Notizie storiche in Famiglie nobili di Sicilia. |
|        | Boccafuschi (Tropea) D'azzurro al drago d'oro ignivomo di rosso (citato in BLCL) Immagine in Tropea Magazine. |
|        | Boccamazza o Buccamazzi (Roma) leone rampante alato troncato di oro e di azzurro su rosso (citato in LEOM) |
|        | Boccanegra (Genova) Decussato d'argento e di rosso; al capo d'argento alla croce di rosso (citato in (23)) |
|        | Boccanera o Boccanegra (Tarquinia) colomba della pace in volo al naturale su azzurro - stella (6 raggi) di argento in alto su azzurro (citato in LEOM) |
|        | Boccapaduli (Roma) (palato di tre pezzi partiti e controscaglionati d'oro e di rosso, alla banda d'azzurro caricata di tre stelle (8) d'argento) (Immagine nell' Archivio Storico Capitolino (PDF) (archiviato dall'url originale il 5 marzo 2016).) alias (palato di tre pezzi partiti e controscaglionati d'oro e di rosso, alla banda d'azzurro caricata di tre stelle (8) d'oro) (Immagine nella Raccolta stemmi Trippini (JPG).) |
|        | Boccapaduli (Roma) 3 stelle (5 raggi) di oro su banda di azzurro su - scaccato in onda di argento e di rosso (lo scaccato in onda potrebbe essere anche di oro e di nero) (citato in LEOM) |
|        | Boccapianola (Napoletano) (di rosso, alla fascia d'oro caricata di due bande d'azzurro) (citato in (22)) |
|        | Boccapianola (Napoletano) (di rosso, alla fascia d'argento caricata di tre bande d'azzurro, accompagnata in capo da un lambello di tre gocce d'oro) (citato in (22)) |
|        | Boccapianola (Napoletano) di rosso, alla fascia d'oro caricata da tre bande d'azzurro (citato in (20)) 3 bande di azzurro su fascia di oro su rosso (citato in LEOM) |
|        | Boccapianola (Napoletano) (di rosso, alla fascia d'oro caricata di tre bande d'azzurro, accompagnata in capo da tre conchiglie pure d'oro ordinate in fascia) (citato in (22)) |
|        | Boccapianola (Napoletano) (di rosso, alla fascia d'oro caricata di tre bande d'azzurro; alla bordura dentata del secondo) (citato in (22)) |
|        | Boccard (Torino) Titolo: Barone inquartato: al 1º e 4º di nero al leone d'oro, con la coda biforcata, linguato di rosso; al 2º e 3º d'azzurro a tre rombi d'oro Cimiero: il leone del campo, nascente, tenente colle branche un rombo d'oro (citato in (4) – Vol. II pag. 98 e in (17)) alias D'azzurro, a tre rombi, d'oro (arma antica) alias Inquartato, al 1° e 4° di nero, al leone coronato, d'oro, linguato di rosso, con la coda biforcata, quello del 1° quarto rivoltato (per cortesia), al 2° e 3° d'azzurro, a tre rombi, d'oro alias Inquartato, al 1° e 4° d'azzurro, a tre rombi, d'oro, al 2° e 3° di nero, al leone d'argento, linguato di rosso, con la coda biforcata, quello del 3° quarto rivoltato (per cortesia) (citato in (17)) |
|        | Boccardo (Torino) D'azzurro, a tre torri d'argento, 2, 1, accompagnate in punta da una testa di leone, d'oro Motto: Virtute et vi (citato in (17)) |
|        | Boccella (Lucca) D'oro, alla banda d'azzurro (citato in (15)) |
|        | Boccellato o Gucciddato (Sicilia) d'azzurro, a tre fasce d'oro, ed il leone d'oro rampante, impugnante con la zampa posteriore destra una spada dello stesso (citato in Mango) |
|        | Bocchi (Adria, Padova, Roma) Titolo: Nobile partito: d'azzurro e di rosso, con la campagna di verde cucita, alla scala a piuoli, sostenuta da due cani affrontati e accostata da quattro gigli, due per parte, il tutto di argento (citato in (4) – Vol. II pag. 98) |
|        | Bocchi (Pennabilli) d'azzurro all'albero di verde posto sopra 3 monti di verde moventi dalla punta, accostato da due leoni affrontati e rampanti d'oro, e accompagnato in capo da una riga d'oro sormontata da 3 stelle di 6 raggi dello stesso, poste in fascia (citato in (4) – Vol. II pag. 99) |
|        | Bocchi (Bologna) d'azzurro, allo scaglione d'oro, accompagnato da tre stelle di 8 raggi dello stesso (citato in (11) – pag. 173) |
|        | Bocchi (Firenze) D'azzurro, all'albero sradicato al naturale, sostenuto da due leoni affrontati d'oro alias D'azzurro, all'albero al naturale nodrito su un monte di sei cime di..., sostenuto da due leoni affrontati d'oro; con il capo d'Angiò (citato in (15)) |
|        | Bocchi Bianchi (Firenze, Siena) troncato: nel 1º d'oro al giglio sbocciato d'argento; nel 2º d'azzurro alla stella di 8 raggi d'oro; alla fascia d'argento caricata di due stelle di otto raggi d'oro sulla troncatura (citato in (4) – Vol. II pag. 99) |
|        | Bocchi Bianchi (Prato) Troncato: nel 1º d'oro, al giglio bottonato d'argento; nel 2º d'azzurro, alla stella a otto (o sei) punte d'oro; e alla fascia d'argento passata sulla troncatura e caricata di due stelle a sei punte d'oro (citato in (15)) |
|        | Bocchi de Martelli (la blasonatura non è stata ancora caricata) (Immagine nella Raccolta stemmi Amordilibro (JPG) (archiviato dall'url originale il 24 ottobre 2015).) |
|        | Bocchiardo o Bocchiardi o Bochiardo (Barge, Pinerolo) Titolo: conti della Valle di S. Martino; signori di Marcheruto Troncato d'oro, al lupo cerviero corrente, al naturale e di nero alias Rombeggiato di rosso e d'argento, con il capo d'oro, sostenuto di nero, carico di un lupo cerviero corrente, al naturale (citato in (17)) |
|        | Bocchineri (Prato, Firenze) Di..., al gallo fermo di... alias D'argento, al gallo ardito di rosso, imbeccato e illuminato di nero; con il capo d'Angiò (citato in (15)) |
|        | Bocci (Spello) di rosso, a 2 leoni affrontati d'oro, tenenti insieme una corona dello stesso, moventi da una campagna di verde (citato in (4) – Vol. II pag. 99) |
|        | Bocci (Pisa) Di rosso, alla fascia d'oro (citato in (15)) |
|        | Bocci (Terni, Città della Pieve) 2 avambracci destro e sinistro vestiti di argento uscenti dai lati opposti afferranti con la mano di carnagione mazzo di fiori in boccio al naturale su azzurro - cometa di argento ondeggiante in banda in alto a destra su azzurro (citato in LEOM) |
|        | Boccia (Napoletano) Famiglia magnatizia iscritta nei sedili nobili di Napoli (Di rosso, alla banda d'azzurro, caricata di tre palle del campo) (citato in (22)) |
|        | Boccia (Napoletano) Famiglia nobile appartenente al patriziato di Sorrento. d'argento, a due leoni di rosso, affrontati e controrampanti ad un albero sradicato di verde (citato in (20)) |
|        | Bocciapianola o Boccapianola o Boccapianale (Napoli) a) Di rosso alla fascia d'oro, caricata da 3 bande d'azzurro (Bonazzi di Sannicandro); b) Di rosso alla fascia d'oro, caricata da 3 bande d'azzurro (Masciotta) (citato in DAlena) |
|        | Bocciardi (Cortona) Fasciato di sei pezzi d'oro e di rosso (citato in (15)) |
|        | Bocciardi (Siena) Inquartato: nel 1º e 4º trinciato cuneato d'oro e d'azzurro; nel 2º e 3º d'azzurro, al crescente montante d'oro; con la croce di rosso passata sull'inquartato (citato in (15)) |
|        | Bocciarelli (Narni) d'azzurro al leone d'oro rivolto e lampassato di rosso, tenente una rosa dello stesso, gambuta e fogliata di verde, sopra un terrazzo dello stesso, accompagnata in capo da una cometa d'oro, con la banda d'oro caricata di tre torte di rosso, attraversante sul tutto (citato in (4) – Vol. II pag. 100) |
|        | Boccini (Firenze) Inquartato d'argento e di rosso, a quattro teste e colli di bue dell'uno nell'altro (citato in (15)) |
|        | Boccius (Toscana) (DE) Gold-blau gespalten und durch 1 roten Sparren geteilt in verwechselten Tinkturen, der Sparren belegt mit 3 goldenen sechsstrahligen Sternen und begleitet von 3 Lilien in verwechselten Tinkturen (citato in (21)) |
|        | Boccolari (Modena) d'azzurro alla torre al naturale, fondata sulla pianura di verde, dalle cui aperture e fra i merli escono fiamme Cimiero: un semivolo sinistro d'azzurro (citato in (4) – Vol. II pag. 100) |
|        | Bocconelli (Mondovì) Palato di rosso e d'oro, con il capo d'azzurro, carico di tre stelle d'oro, male ordinate (citato in (17)) |
|        | Bocconi (Pontremoli) troncato: nel 1º di azzurro alla corona radiata d'oro; nel 2º di rosso a 3 denti d'argento male ordinati; alla fascia d'argento sul troncato (citato in GUCA – pag. 228 e in (4) - Vol. II pag. 100 (troncato: nel 1º d'azzurro alla corona comitale di oro; nel 2º di rosso a tre denti di argento rovesciati e male ordinati; alla fascia d'argento sulla troncatura)) Troncato: nel 1º d'azzurro, alla corona di cinque perle d'oro; nel 2º di rosso, a tre denti d'argento, 1.2; con la fascia d'argento passata sulla troncatura (citato in (15) e in DAlena) |
|        | Boccuccio o Boccuccio Tintore (Toscana) (DE) 1 Rose besetzt mit 1 Hochkreuz (citato in (23)) |
|        | Boccuti (Vercelli) Titolo: (con)signori di Vintebbio Di rosso, a due leoni d'oro, affrontati, tenenti una testa umana, di carnagione, di fronte, accompagnati da un sole d'oro, orizzontale destro alias D'azzurro, a due leoni d'oro, affrontati, tenenti una testa umana, di carnagione, di profilo verso destra, accompagnati da raggi di sole d'oro, uscenti dal cantone superiore destro, e da una montagna d'argento di tre punte, caricata di tre gigli d'azzurro, nella punta, sul tutto una fascia d'argento (citato in (17)) |
|        | Bocelli o Boccelli (Parma) scaglione di rosso su azzurro - 3 stelle (8 raggi) di oro in alto poste 1,2 su azzurro - bue di argento passante su terrazzo di verde su azzurro (citato in LEOM) |
|        | Boche o Bochio (Nizzardo) Di rosso, a tre vele gonfie, attaccate al loro pennone, il tutto d'argento (citato in (17)) |
|        | Bochole o Bechomini (Segna, Venezia) (la blasonatura non è stata ancora caricata) (citato in UNFE) Immagine nella Biblioteca Estense Universitaria (id. 7151). |

### Bod
| Stemma | Casato e blasonatura |
| ------ | --- |
|        | Boddi (Pistoia) Troncato d'oro e d'azzurro, al bue fermo di rosso, posto nel primo alias Troncato d'oro e d'azzurro, all'elefante fermo di rosso, posto nel primo (citato in (15)) |
|        | Bodo (Torino) Titolo: nobili; conti di Albaretto e Lottulo D'argento, al decusse di rosso, con il capo cucito, d'oro, carico del globo imperiale (mondo) d'azzurro, cerchiato, centrato e sormontato dalla croce patente d'argento (citato in (17)) croce di Sant'Andrea di rosso su argento - mondo di azzurro cerchiato e sormontato da croce patente di argento su oro in capo (citato in LEOM) Motto: En esperance |

### Boe
| Stemma | Casato e blasonatura |
| ------ | --- |
|        | Boeri (Costigliole Saluzzo) Titolo: conti di Mombarcaro Inquartato, al 1º e 4º d'oro a tre teste di bue di rosso, al 2º e 3º di rosso a tre colonne d'argento (citato in (17)) |
|        | Boeri (Breglio) Titolo: signori di Puget Rostan D'argento, al bue di rosso alias Troncato, al 1° di rosso, al castello di tre torri d'argento, sormontate da tre stelle d'oro, al 2° di verde, alla banda d'oro, accompagnata in punta da un bue d'argento (citato in (17)) |
|        | Boetti (Torino) (RR. LL. PP. del 23 febbraio 1928) Titolo: Nobile d'oro, al bue di rosso; col capo d'azzurro carico di una stella d'oro (citato in (4) – Vol. II pag. 100) |
|        | Boetti (Torino) (consegnamento del 1º luglio 1687) Titolo: conti di S. Sebastiano; consignori di Cocconato d'oro, al bue di rosso; col capo d'azzurro carico tre stelle pure d'oro, male ordinate Motto: Ex labore quies (citato in (4) – Vol. II pag. 100 e in (17)) |
|        | Boetti (Torino) Titolo: Conti d'azzurro, al bue accompagnato da tre stelle, il tutto d'oro Cimiero: bue sormontato da una stella, d'oro, nascente Motto: Virtute et opere (citato in (4) – Vol. II pag. 101)) |
|        | Boetti (Asti) Titolo: conti di Cunico e Castagnole Lanze D'azzurro, al bue d'oro, con tre stelle d'oro in capo, disposte in fascia alias D'oro, al bue di rosso, pascente sulla natura erbosa, al naturale alias D'oro, al bue di rosso, sormontato da tre stelle d'azzurro, 2, 1 Motto: Labore et vigilantia (citato in (17)) |
|        | Boetti (Fossano) Titolo: signori di Borghetto con Montegrosso e Pornasio (Imperia), Castelletto Ussone con Saleggio D'azzurro, al bue, accompagnato da tre stelle, il tutto d'oro Motto: Virtute et opere (citato in (17)) |
|        | Boetti (Caramagna) Titolo: consignori di Cavallerleone D'oro, al bue di rosso, con il capo d'azzurro carico di tre stelle d'oro (citato in (17)) |
|        | Boetti (Provenza) Titolo: consignori di Castelnuovo, Contes D'argento, al bue di rosso alias D'argento, al bue di rosso, con il sole d'oro nel punto destro del capo (citato in (17)) |
|        | Boetti (Torino) Titolo: nobili Troncato, al 1° d'azzurro, alla stella d'oro, al 2° d'oro, al toro furioso (alias bue passante), di rosso (citato in (17)) stella (5 raggi) di oro su azzurro - bue rampante di rosso su oro (citato in LEOM) alias D'oro, al bue passante, di rosso, con il capo d'azzurro pieno (citato in (17)) |
|        | Boetti (Savigliano, Torino) Titolo: conti D'azzurro, al bue passante, accompagnato in capo da tre stelle in fascia, il tutto d'oro (citato in (17)) alias D'azzurro, al bue ritto, accompagnato da tre stelle, una in capo, una a destra e una in punta, il tutto d'oro (citato in (17)) alias D'oro, al bue passante, accompagnato da tre stelle, due in capo e una in punta, il tutto di rosso (citato in (17)) bue passante di rosso 3 stelle (5 raggi) dello stesso poste 2,1 su oro (citato in LEOM)                                |
|        | Boetti Titolo: nobili D'azzurro, al bue passante, accompagnato da tre stelle, due in capo, una in punta, il tutto d'oro (citato in (17)) |
|        | Boetti Villanis Audifreddi (Torino, Milano) Titolo: nobili; conti; consignori di Cavallerleone D'oro, al bue di rosso, con il capo d'azzurro, carico di tre stelle d'oro, male ordinate Motto: Recte faciendo neminem timeo (citato in (17)) |
|        | Boetto o Boetti (Cuneo) D'azzurro, al bue d'oro, sormontato da tre stelle pure d'oro, male ordinate, la superiore posta in mezzo a due rami di palma (d'oro?) (citato in (17) e in (25)) alias d'azzurro, al bue d'oro, accompagnato da tre stelle dello stesso, due in capo e una in punta (citato in (25)) alias d'oro, al bue di rosso sormontato da una stella di ... (citato in (25)) Cimiero: donna dipinta e con un putto al di sopra d'esso cimiero cinque piante di miglio Motto: En megliorant - Soli gloria Deo an megliorant |
|        | Boezi de' Martelli (Pisa) D'oro, a tre martelli di nero, posti e ordinati in banda, accompagnati nel cantone sinistro del capo da un albero sradicato di verde (citato in (15)) |
|        | Boezzi (Pisa) Troncato cuneato di rosso e d'argento, al leone del primo nel secondo; il tutto abbassato sotto il capo dell'Impero (citato in (15)) |

### Bof
| Stemma | Casato e blasonatura |
| ------ | --- |
|        | Boffa (Napoletano) Titolo: Conti di Alife, Baroni di S. Antimo, Nobili, Patrizi di Trani D'azzurro al pesce d'argento (citato in (22)) |
|        | Boffelli (Val Brembana) Spaccato; nel 1° d'argento , al destrocherio vestito di rosso uscente dal lato destro dello scudo, impugnante con una mano di carnagione una cometa d'oro posta in palo; nel 2° d'azzurro, alla quercia al naturale terrazzata di verde, addestrata da un leone d'oro, rampante al fusto, con la fascia palata di nero e di argento di dieci pezzi attraversante sulla partizione (citato in Stemmi della Val Brembana (archiviato dall'url originale il 6 gennaio 2013).) |
|        | Bofondi (Forlì) albero sradicato al naturale 3 stelle (6 raggi) di oro su rosso poste 1,2 (citato in LEOM) |
|        | Bofondi (Cesena) (la blasonatura non è stata ancora caricata) (citato in BLCW) Immagine in Blasone Cesenate. |
|        | Bofondi (Forlì) (la blasonatura non è stata ancora caricata) (Immagine nella Raccolta stemmi Trippini (JPG).) |

### Bog
| Stemma | Casato e blasonatura |
| ------ | --- |
|        | Bogetti o Boggetti (Cherasco) Titolo: signori di Lachelle D'oro, a tre teste di leopardo di rosso, fibbiate d'argento Motto: Sola fides (citato in (17)) |
|        | Bogetti o Boggetti o Bogietti (Torino) Titolo: signori di Val Mongrando (= Mongreno) Troncato, d'oro, al bue di rosso, e d'azzurro, a tre monti, sormontati da tre stelle, ordinate in fascia, il tutto d'oro (citato in (17)) bue passante di rosso su oro - 3 monti al naturale di oro uscenti dalla punta su azzurro - 3 stelle (5 raggi) di oro in alto su azzurro poste in fascia (citato in LEOM) Motto: Mihi labor alteri lucrum |
|        | Boggio (Torino, San Giorgio Canavese) Titolo: Barone di rosso, al bue sdraiato sulla pianura erbosa, colla testa rivoltata, addestrato da cinque pianticelle di frumento, nodrite sulla stessa pianura, il tutto al naturale (citato in (4) – Vol. II pag. 101 e in (17)) |
|        | Boggio (Cuneo) Titolo: baroni di rosso, al bue sdraiato sulla pianura erbosa, colla testa rivoltata, addestrato da cinque pianticelle di fromento, nodrite sulla stessa pianura, il tutto al naturale (citato in (17) e in (25)) |
|        | Bogino (Torino) Titolo: conti di Migliandolo, Vinadio D'azzurro, a tre bisanti d'oro (citato in (17)) |
|        | Boglia (Mondovì) Troncato, al 1° d'oro, all'aquila coronata, di nero, al 2° bandato d'azzurro e di rosso, con la fascia d'azzurro, attraversante sulla partizione e carica di tre rondelle di rosso, cucite (citato in (17)) |

### Boi
| Stemma | Casato e blasonatura |
| ------ | --- |
|        | Boidi e Boidi Ardizzoni (Alessandria) Troncato d'oro e d'azzurro alias Troncato d'azzurro e d'argento (citato in (17))                                                                                       |
|        | Boidi Trotti (Alessandria, Torino) Troncato d'oro e d'azzurro (citato in (17)) |
|        | Bois (Francia) (la blasonatura non è stata ancora caricata) (citato in DAlena) |
|        | Bois (Torino ?) D'azzurro, all'albero di alloro, con i rami decussati e ridecussati, d'oro, fruttato d'argento, accompagnato da quattro tortelli, di rosso, cuciti Motto: En tot temps (citato in (17))      |
|        | Boisin (Firenze) Di..., al ramo di rosaio fiorito di tre pezzi di..., e sormontato da una stella a otto punte di..., posta in mezzo a due losanghe di... (citato in (15))                                    |
|        | Boissonneaux de Chevigny (Nizza Marittima) Titolo: marchesi di Castelnuovo D'azzurro, allo scaglione d'oro, accompagnato in capo da due stelle, in punta da un leoncino, il tutto d'argento (citato in (17)) |

### Bol
| Stemma | Casato e blasonatura |
| ------ | --- |
|        | Boldri (Firenze) Di rosso, al monte di sei cime d'oro, attraversato da due gigli fustati decussati dello stesso (citato in (15)) |
|        | Boldri (Firenze) D'argento, all'albero al naturale, nodrito sul terreno dello stesso, affiancato da due buoi coricati affrontati d'oro (citato in (15)) |
|        | Boldrini d'argento al baco da seta al naturale ondeggiante in palo (citato in (4) – Vol. II pag. 53) |
|        | Boldrini (Torino) Titolo: Nobile inquartato: al 1º d'azzurro, al bue passante, sormontato da una stella, il tutto d'oro; al 2º d'argento alla figura, seduta, della giustizia; al 3º d'oro tre bande di rosso; al 4º d'argento con una panoplia di istrumenti da architetto: una livella, un compasso, una squadra, una pianta di fortificazioni al naturale Cimiero: leone coronato, nascente, tenente 3 spighe di frumento Motto: Labore fructus (citato in (4) – Vol. II pag. 102 e in (17)) |
|        | Boldrini (Ferrara) d'azzurro al destrocherio vestito di rosso uscente dal fianco sinistro, tenente un'ancora di nero in palo movente da un mare fluttuoso d'argento, e accompagnato da una cometa d'oro ondeggiante in banda nel cantone destro del capo (citato in (4) – Vol. II pag. 102) |
|        | Boldrini (Firenze) D'azzurro, al rincontro di bue di rosso, cornato d'argento, racchiudente fra le corna una stella a otto punte d'oro (citato in (15)) |
|        | Boldrini (Montepulciano) D'azzurro, al leone d'oro lampassato di rosso, e alla fascia attraversante d'argento caricata di tre stelle a sei punte d'oro; il tutto accompagnato in capo da tre gigli d'oro ordinati fra i quattro pendenti di un lambello dello stesso (citato in (15)) (DE) In Blau 1 rotgezungter goldener Löwe, überdeckt von 1 mit 3 sechsstrahligen goldenen Sternen belegten erniedrigten silbernen Schrägbalken und überhöht von 1 vierlätzigen goldenen Turnierkragen mit je 1 goldenen Lilie zwischen den Lätzen (citato in (23)) |
|        | Boldu (Treviso, Venezia) (la blasonatura non è stata ancora caricata) (citato in UNFE) Immagine nella Biblioteca Estense Universitaria (id. 7157), su bibliotecaestense.beniculturali.it. URL consultato il 10 dicembre 2020 (archiviato dall'url originale il 4 marzo 2016). |
|        | Boldù (Bergamo) trinciato di verde e d'argento al pappagallo del secondo nel primo, accollato da una corona antica d'argento (citato in GUCA – pag. 408) |
|        | Boldù (Venezia) (la blasonatura non è stata ancora caricata) (citato in UNFE) Immagine nella Biblioteca Estense Universitaria (id. 4499), su bibliotecaestense.beniculturali.it. URL consultato il 10 dicembre 2020 (archiviato dall'url originale il 4 marzo 2016). |
|        | Bolgaronibus (Milano) (la blasonatura non è stata ancora caricata) (citato in DAlena) |
|        | Bolghini (Cesena) (la blasonatura non è stata ancora caricata) (citato in BLCW) Immagine in Blasone Cesenate. |
|        | Bolgiosi (Firenze) D'oro, alla bisaccia d'argento posta in palo, legata di rosso e affibbiata del campo (citato in (15)) |
|        | Bolis (Cesena) (la blasonatura non è stata ancora caricata) (citato in BLCW) Immagine in Blasone Cesenate. |
|        | Bolla (Parma, Milano) d'oro alle tre bande d'azzurro (citato in (4) – Vol. II pag. 103) |
|        | Bolla (Alessandria) Titolo: Nobile di rosso, al mezzo volo destro di argento; col capo dell'impero Cimiero: aquila di nero, nascente Motto: Fortitudo pax (citato in (4) – Vol. II pag. 103) |
|        | Bolla (Chieri, Poirino) Titolo: consignori di Montaldo Roero, Osasio Di rosso, alla banda d'oro alias Di rosso, alla banda d'oro, accompagnata da due stelle dello stesso alias Di rosso, alla banda d'argento Motto: Per non fallir (citato in (17)) |
|        | Bolla (Bagnolo, Trinità) Titolo: nobile Di rosso, alla banda d'oro (citato in (17) e in (25)) Cimiero: un angelo nascente vestito di rosso ed alato di verde, recante fra le braccia aperte un breve col motto Motto: A Dieu soit tout |
|        | Bolla (Alessandria) Di rosso, al mezzo volo destro, d'argento, con il capo d'oro, carico di un'aquila, di nero alias D'oro, al volo cucito, d'argento, con il capo d'oro, carico di un'aquila, di nero, coronata d'argento Motto: Fortitudo pax (citato in (17)) |
|        | Bolla (Bibiana, La Spezia, Roma) Titolo: nobili; conti Di rosso, al decusse d'oro Motto: Savoye tu reviendras (citato in (17)) |
|        | Bolla (Roma) Titolo: nobili Di rosso, alla banda d'oro (citato in (17)) banda di oro su rosso (citato in LEOM) Motto: A Dieu soit tout |
|        | Bollani (Brescia) trinciato d'oro e d'azzurro, alla banda di rosso attraversante, caricata da una banda ristretta d'argento (citato in (3) ) |
|        | Bollati (Torino) Titolo: Barone di Saint-Pierre partito: al 1º palato, di 4 pezzi, di azzurro e di armellino: ciascun palo d'azzurro carico di 3 bisanti d'oro; al 2º d'argento a 2 crocette patenti una sull'altra, accostate da 2 chiavi all'antica, l'ingegno all'insù, addossate; il tutto di rosso Cimiero: angelo vestito di azzurro, cinturato di rosso, alato d'oro, tenente colla destra un bisante, colla sinistra una chiave, come nei campi Motto: En avant (citato in (4) – Vol. II pag. 103 e in (17)) |
|        | Bollatino (Moncalieri) D'argento (?), al pino sradicato, di verde (?) Motto: Ad locum tandem (citato in (17)) |
|        | Bolleris o Bolleri o Bollero o Bolliers Titolo: marchese di Centallo, Demonte, Roccasparviera; visconte di Demonte, Roccasparviera, Centallo, Reillane, Gaiola, Morola, Valloriate, Rittana, Castelletto Stura; signore di Castelletto Stura, Castelmagno, Gaiola, Rittana, Roccasparviera, Salmour, Valloria, Vignolo Troncato d'oro e di rosso, con la bordatura composta di otto pezzi alternati di Gerusalemme, cioè d'argento alla croce potenziata, accantonata da quattro crocette, il tutto d'argento per inchiesta, e di Angiò, cioè d'azzurro, sparso di gigli d'oro, con il lambello di quattro pendenti di rosso, attraversante nel capo (citato in (17) e in (25)) alias Di rosso, al capo d'oro (citato in (17)) alias Troncato d'oro e di rosso (citato in (17) e in (25)) alias Grembiato, di Gerusalemme e di Angiò, sul tutto uno scudetto troncato d'oro e di rosso (citato in (17)) grembiato di otto pezze, alternate di Gerusalemme e di Napoli, e sul tutto uno scudetto spaccato di oro e di rosso (citato in (25))          |
|        | Bollincini o Bollincini Bagnesi (Toscana) (DE) In Blau 1 erniedrigter silberner Schrägbalken (citato in (23)) |
|        | Bollini (Milano) Titolo: Nobile troncato di rosso e d'oro (citato in (4) – Vol. II pag. 104 e in (17)) |
|        | Bollini di azzurro, al bue al naturale, sormontato da tre stelle d'oro, male ordinate (citato in (4) – Vol. II pag. 104) |
|        | Bollini Marchisio (Fossano, Pianezza (Torino)) Titolo: Conte della Predosa partito di Bollini, che è di azzurro, al bue al naturale, sormontato da tre stelle d'oro, male ordinate; e di Marchisio, che è partito di nero e di rosso, alla banda d'oro (citato in (4) – Vol. II pag. 104) |
|        | Bolmida (Torino) D'azzurro, al mare d'argento, fluttuoso del campo, con il capo d'oro, carico di un'aquila di nero (citato in (17)) |
|        | Bolo (Palermo) d'oro, alla campana di verde accompagnata in capo da due stelle d'azzurro, e in punta da un cannone in banda del secondo (citato in GUCA - pag. 107 e in DAlena) d'oro, alla campana di verde, accompagnata, nel capo, da due stelle d'azzurro, e nella punta da un cannone di verde, posto in banda (citato in Mango) d'oro con una campana di verde accompagnata in capo da due stelle d'azzurro con sei raggi, ed in punta da un cannone di verde situato in banda (citato in (29)) Notizie storiche in Famiglie nobili di Sicilia. |
|        | Bologhini (Cesena) (la blasonatura non è stata ancora caricata) (citato in BLCW) Immagine in Blasone Cesenate. |
|        | Bologhini (Cesena) (la blasonatura non è stata ancora caricata) (citato in BLCW) Immagine in Blasone Cesenate. |
|        | Bologna (Firenze, Parma, Torino, Pontremoli) d'azzurro a tre teste di cane rivolte di argento poste 2, 1, tenenti in bocca un osso dello stesso, al capo cucito d'Angiò (citato in (4) – Vol. II pag. 104) |
|        | Bologna (Firenze) d'azzurro a tre teste di cane d'argento poste 2, 1, tenenti colle fauci un osso in banda, d'oro, al capo d'Angiò cucito (citato in (4) – Vol. II pag. 105) |
|        | Bologna (Parma) d'azzurro a tre teste di cane, al naturale, rivoltate, tenenti ciascuna nella bocca un osso d'argento e sormontate da un ponte a tre archi e due mezzi, di rosso, sostenente un elmo ornato di svolazzi d'argento, e con tre gigli d'oro posti sotto ogni arco del ponte (citato in (4) – Vol. II pag. 105) |
|        | Bologna (Torino) Titolo: Barone partito: al 1º d'azzurro, al covone d'argento, legato d'oro; al 2º d'argento, al grifone di rosso, tenente una picca, al naturale (citato in (4) – Vol. II pag. 105 e in (17)) |
|        | Bologna (Firenze) Troncato: nel 1º di rosso, al leone d'oro nascente dalla troncatura e tenente una palla dello stesso; nel 2º d'azzurro, a tre palle d'argento, 2.1; alla fascia diminuita d'oro passata sulla troncatura alias Troncato: nel 1º di rosso, al leone d'oro nascente dalla troncatura e tenente una palla dello stesso; nel 2º d'azzurro, a tre palle di rosso, 2.1; alla fascia diminuita d'oro passata sulla troncatura alias Troncato: nel 1º di rosso, al leone d'oro nascente dalla troncatura e tenente una palla dello stesso; nel 2º d'azzurro, a tre palle d'argento, 2.1; alla fascia diminuita d'oro passata sulla troncatura; con il capo cucito di rosso, caricato della croce d'oro dell'Ordine di Cristo alias Troncato: nel 1º di rosso, al leone d'oro nascente dalla troncatura e tenente una palla dello stesso; nel 2º d'azzurro, a tre palle di rosso, 2.1; alla fascia diminuita d'oro passata sulla troncatura; con il capo cucito di rosso, caricato della croce d'oro dell'Ordine di Cristo (citato in (15)) |
|        | Bologna (Pontremoli, Firenze) D'azzurro, a tre teste di cane d'argento bailonate di un osso d'oro; con il capo cucito d'Angiò (citato in (15)) |
|        | Bologna (Locarno) partito di rosso e di verde, a due cani controrampanti d'argento uno in ciascun punto (Immagine nella Raccolta stemmi Trippini (JPG).) alias partito di rosso e di verde, a due cani controrampanti d'argento, lampassati di rosso e colalrinati d'oro, uno in ciascun punto (Immagine nella Raccolta stemmi Trippini (JPG).) |
|        | Bologna e Bologna Capizucchi (Barcellonetta) Titolo: signore di Cassine di Strà d'azzurro alla banda d'oro (citato in (25)) |
|        | Bologna (Guasila) città al naturale cinta di mura uscente dalla punta su azzurro - colomba in volo al naturale su azzurro (citato in LEOM) |
|        | Bolognesi (Modena, Chicago) d'azzurro, al leone d'oro, sostenente una colonna dorica di rosso, cucita, col capo d'oro caricato di un'aquila di nero (citato in (4) – Vol. II pag. 106) |
|        | Bolognesi (Cesena) (la blasonatura non è stata ancora caricata) (citato in BLCW) Immagine in Blasone Cesenate. |
|        | Bolognesi del Nero (Empoli, Firenze) Di..., al moro al naturale vestito di... e bendato d'argento, nascente rivolto dalla campagna di verde caricata di una fascia diminuita di... e tenente con la mano sinistra un rametto di...; il tutto accompagnato in capo da tre gigli di... ordinati fra i quattro pendenti di un lambello di... (citato in (15)) |
|        | Bolognetti (Sicilia) d'azzurro, alla fascia ondata d'oro, accompagnata in capo da 3 gigli dello stesso e da un medaglione con ritratto d'argento orlato d'oro in punta (citato in (4) – Vol. II pag. 416) d'azzurro, alla fascia ondata d'oro, trattenente un medaglione con un ritratto di donna d'argento, cerchiato d'oro, ed accompagnata nel capo da tre gigli d'oro (citato in Mango) d'azzurro con una fascia ondata d'oro, accompagnata in capo da tre gigli d'oro ordinati in fascia, ed un medaglione con ritratto d'argento orlato d'oro posto in punta (citato in (29)) Notizie storiche in Famiglie nobili di Sicilia. |
|        | Bolognetti d'azzurro, al busto di donna, con la testa di carnagione, crinita d'oro, vestito di rosso, attorniato da due ramoscelli d'oro, annodati nel punto del capo, e passati in croce di S. Andrea nella punta dello scudo (citato in (6) – pag. 112) |
|        | Bolognetti (Roma) (la blasonatura non è stata ancora caricata) (Immagine nell' Archivio Storico Capitolino (PDF) (archiviato dall'url originale il 4 marzo 2016).) |
|        | Bolognetti (Bologna) d'azzurro, al busto di donna di carnagione, circondato da due trecce d'oro, annodati in capo e passate in decusse in punta; al capo d'Angiò (citato in (11) – pag. 179) |
|        | Bolognetti (Cesena) (la blasonatura non è stata ancora caricata) (citato in BLCW) Immagine in Blasone Cesenate. |
|        | Bolognini (Bologna) di (?), allo stambecco saliente d'azzurro, caricato sulla spalla da un giglio d'oro; al capo d'Angiò (citato in (11) – pag. 187) (DE) Unter 1 blauen Schildhaupt, darin 1 vierlätziger roter Turnierkragen mit je 1 goldenen Lilie zwischen den Lätzen (Capo d'Angiò), in Gold 1 mit 1 schräggelegten goldenen Lilie belegter blauer Ziegenbock (citato in (21)) |
|        | Bolognini (Colle, Firenze) D'azzurro, al leone d'oro tenente in palo un rastrello pure d'oro, manicato dello stesso (citato in (15)) (DE) In Blau 1 goldener Löwe, mit 2 Pranken 1 goldene Querstabstandarte haltend (citato in (23)) |
|        | Bolognini (Sicilia) d'azzurro, al leone d'oro (citato in Mango) |
|        | Bolognini Attendolo (Milano) d'azzurro, al leone d'oro linguato di rosso tenente colle branche anteriori un ramo di cotogno fogliato e fruttifero d'oro Cimiero: la figura di San Michele Arcangelo (citato in GUCA – pag. 212 e in (4) - Vol. II pag. 106) |
|        | Bolognini Attendolo (Milano) (la blasonatura non è stata ancora caricata) (Immagine nella Raccolta stemmi Trippini (JPG).) |
|        | Bolsi (Parma) sole di oro su quadrilatero dello stesso su rosso - aquila coronata di oro su azzurro in capo (citato in LEOM) |
|        | Boltraffio (Milano) bandato d'oro e di rosso alla colomba d'argento, attraversante sul tutto (citato in (4) – Vol. II pag. 107) |
|        | Boludu (Bergamo) Trinciato d'argento e di verde al pappagallo del secondo nel primo, accollato da una corona antica d'argento (citato in DAlena) |
|        | Bolzoni (Modena, Casalmaggiore, Parma) d'azzurro al toro rivolto e furioso, addentato all'orecchio da un cane pure rivolto, ambo moventi dalla pianura erbosa, il tutto al naturale, accompagnato in capo da tre stelle d'oro, male ordinate (citato in (4) – Vol. II pag. 107) d'azzurro al toro furioso rivolto addentato all'orecchio da un cane rivolto, entrambi moventi dalla pianura, il tutto al naturale, e a tre stelle di sei raggi d'oro male ordinate in capo (citato in BLCR) Immagine in Blasonario Cremonese (archiviato dall'url originale il 7 aprile 2014). |

### Bom
| Stemma | Casato e blasonatura |
| ------ | --- |
|        | Bombaci (Emilia) Grifone (citato in DAlena) |
|        | Bombaci (Bologna) d'azzurro, al decusse di rosso, caricato all'incrocio delle braccia da un rombo d'oro, accompagnato da due stelle di sei raggi dello stesso, una in punta e una in capo (Immagine nella Raccolta stemmi Trippini (JPG).) |
|        | Bombardieri (Modigliana, Livorno) campo di cielo al cavallo d'argento nudo sbrigliato corrente sulla campagna al naturale verso sinistra, accompagnato in capo da tre stelle di otto raggi d'argento ordinate in fascia (citato in (4) – Vol. II pag. 107) Di cielo, al cavallo allegro d'argento, corrente rivolto sul terreno al naturale, sormontato da tre stelle a otto punte d'argento ordinate in capo (citato in (15)) |
|        | Bombardini (Firenze) Bandato di sei pezzi di... e di..., il primo pezzo caricato di tre bisanti (o torte, o palle) di... (citato in (15)) |
|        | Bombaroni (Pistoia, Firenze) Trinciato d'oro e di rosso, a due crescenti montanti dell'uno nell'altro e alla banda d'argento passata sulla trinciatura alias Trinciato d'oro e di rosso, a due crescenti montanti d'argento e alla banda d'argento passata sulla trinciatura alias Trinciato d'oro e di rosso, a due crescenti volti in banda dell'uno nell'altro e alla banda d'argento passata sulla trinciatura alias Trinciato d'oro e di rosso, a due crescenti volti in banda d'argento e alla banda d'argento passata sulla trinciatura (citato in (15)) |
|        | Bombarucci (Firenze) D'argento, a tre fasce diminuite di nero (citato in (15)) |
|        | Bombelli (Valenza Po) Inquartato, al 1° e 4° d'argento, al capo e collo d'aquila, di nero, linguato di rosso, al 2° e 3° di nero pieno alias Inquartato, d'oro e di rosso, alla rotella di sperone d'argento (citato in (17)) |
|        | Bombeni (Toscana) (DE) In Gold 1 roter Schrägbalken, belegt mit 1 schräglinks nach oben gewendeten silbernen Halbmond und beidseitig begleitet von je 1 achtstrahligen roten Stern (citato in (21)) |
|        | Bombeni (Firenze) D'oro, al palo di rosso accostato da sei crescenti montanti dello stesso ordinati tre per lato (citato in (15)) (DE) In Gold 1 roter Pfahl, beidseitig begleitet von je 3 liegenden Halbmonden pfahlweise (citato in (21)) |
|        | Bombeni (Treviso) palo di rosso accostato da - 6 lune dello stesso poste in doppio palo e affrontate tutto su oro (citato in LEOM) |
|        | Bombeni (Firenze) D'azzurro, al leone d'argento (citato in (15)) |
|        | Bombicci (Firenze) d'azzurro, alla fascia d'oro accompagnata in capo da tre stelle e in punta da tre bombe infiammate di rosso, il tutto male ordinato d'oro (citato in GUCA – pag. 84, in (4) - Vol. II pag. 108 (3 stelle di 8 raggi) e in DAlena) |
|        | Bombicci (Pisa, Arezzo) D'azzurro, alla fascia d'oro, accompagnata in capo da due stelle a otto punte d'oro, ordinate in fascia, e in punta da tre bombe al naturale, infiammate di rosso, 2.1 alias D'azzurro, alla fascia d'oro, accompagnata in capo da due stelle a otto punte d'oro, ordinate 1.2, e in punta da tre bombe al naturale, infiammate di rosso, 2.1 alias D'azzurro, alla fascia d'oro, accompagnata in capo da tre stelle a otto punte d'oro, ordinate in fascia, e in punta da tre bombe al naturale, infiammate di rosso, 2.1 alias D'azzurro, alla fascia d'oro, accompagnata in capo da tre stelle a otto punte d'oro, ordinate 1.2, e in punta da tre bombe al naturale, infiammate di rosso, 2.1 alias D'azzurro, alla fascia di rosso, accompagnata in capo da due stelle a otto punte d'oro, ordinate in fascia, e in punta da tre bombe al naturale, infiammate di rosso, 2.1 alias D'azzurro, alla fascia di rosso, accompagnata in capo da due stelle a otto punte d'oro, ordinate 1.2, e in punta da tre bombe al naturale, infiammate di rosso, 2.1 alias D'azzurro, alla fascia di rosso, accompagnata in capo da tre stelle a otto punte d'oro, ordinate in fascia, e in punta da tre bombe al naturale, infiammate di rosso, 2.1 alias D'azzurro, alla fascia di rosso, accompagnata in capo da tre stelle a otto punte d'oro, ordinate 1.2, e in punta da tre bombe al naturale, infiammate di rosso, 2.1 (citato in (15)) |
|        | Bombicci Pomi (Firenze) partito: nel 1º d'azzurro alla fascia d'oro accompagnata in capo da 3 stelle di 8 raggi dello stesso e in punta da 3 bombe infiammate le une e le alte male ordinate (Bombicci); nel 2º d'argento all'albero sradicato, fruttifero di pomi al naturale accostato da due stelle di 8 raggi d'oro (Pomi) Motto: Ad exemplum (citato in (4) – Vol. II pag. 108) |
|        | Bombicci Pontelli (Firenze) partito: nel 1° d'azzurro alla fascia d'oro accompagnata in capo da 3 stelle di 8 raggi dello stesso e in punta da 3 bombe infiammate, le une e le altre male ordinate (Bombicci); nel 2º d'argento alla fascia d'azzurro caricata di 3 stelle di 8 raggi d'oro e accompagnata da 3 spighe di saggina al naturale, due in capo decussate e una in punta posta in palo (Pontelli) Motto: Ad exemplum (citato in (4) – Vol. II pag. 108) |
|        | Bombicci Pontelli (Firenze) fascia di oro su azzurro - 3 stelle (8 raggi) di oro poste in fascia - 3 bombe infiammate al naturale su azzurro poste 2,1 (citato in LEOM) |
|        | Bombini (Cosenza) Titolo: patrizio di Cosenza di azzurro alla croce di Sant'Andrea d'oro, accompagnata da due stelle del medesimo, una in capo e l'altra in punta (citato in (4) – Vol. II pag. 108 e in (18)) d'azzurro alla decusse d'oro accompagnata da due stelle dello stesso, una in capo e una in punta (citato in BLCL) |
|        | Bombrini (Chiavari, Genova, Roma) leone passante partito di rosso e di oro su scudetto partito di oro e di rosso giglio di azzurro in destra su - albero di pino silvestre su terrazzo di verde su azzurro - aquila di nero su azzurro - sole di oro in alto a sinistra su azzurro - 3 monti ristretti di verde uscenti dalla punta su azzurro - 3 stelle (6 raggi) di argento poste 2,1 su azzurro - biscione visconteo di verde su rosso - capo di argento pieno (citato in LEOM) |
|        | Bompiani (Roma, Verona) di azzurro al leone d'oro attraversato da una banda di rosso e accompagnata in capo da tre gigli d'oro posti tra i tre pendenti di un lambello di rosso (citato in (4) – Vol. II pag. 109) |

### Bon
| Stemma | Casato e blasonatura |
| ------ | --- |
|        | Bon Compagni o Compagni (Torino) Titolo: conti di Lamporo; consignori di Mombello D'oro, alla banda di nero (citato in (17)) alias D'oro, alla banda di nero, accompagnata in capo da una rosa di rosso, bottonata d'oro (citato in (17)) banda di nero su oro - rosa araldica di rosso bottonata di oro in alto su oro (citato in LEOM) |
|        | Bon (Venezia, Treviso, Milano, Torino) Titoli: N.U.N.D., Patrizio veneto partito di rosso e d'argento (citato in (4) – Vol. II pag. 109) |

### Bona
| Stemma | Casato e blasonatura |
| ------ | --- |
|        | Bona (Bisacquino, Caltabellotta, Palermo) Titolo: barone di Realmaimone (Racalmaimone) d'argento, al tronco d'albero, nodrito nella punta dello scudo, reciso con un solo ramo fogliato uscente a sinistra, il tronco sostenente un uccello rivoltato, il tutto al naturale (citato in (4) – Vol. II pag. 110, in (18) e in (29)) Notizie storiche in Famiglie nobili di Sicilia. |
|        | Bona o Buona (Verona) di rosso, alla fascia d'oro (FR) De gueules, à la fasce d'or. (citato in (9)) |
|        | Bona (Ragusa/Dubrovnik) di rosso, alla scala d'oro di cinque gradini, posta in banda, al quartier franco del secondo, caricato di un'aquila di nero (citato in (8)) (FR) De gueules, à une échelle d'or de cinq échelons, posée en bande, au franc-quartier du second, ch. d'une aigle de sable. Casque couronné. (citato in (9)) |
|        | Bona (Firenze) Di rosso, alla scala posta in banda d'oro; e al cantone destro del secondo, caricato dell'aquila dal volo abbassato di nero (citato in (15)) |
|        | Bona (Mondovì) Titolo: consignori di Morozzo, Ormea Di rosso, al leone d'oro, con il capo d'azzurro carico di tre rose d'argento in fascia (citato in (17)) |
|        | Bona (Ovada) Inquartato: nel 1° d'oro, all'aquila bicipite di nero, coronata dello stesso; nel 2° e nel 3° di rosso pieno; nel 4° d'oro, alla scala di sei gradini d'argento e di nero, posta in banda (citato in (33)) |
|        | Bona (Brescia) leone rampante troncato di oro e di azzurro su troncato di azzurro e di oro - croce patente di azzurro su argento (citato in LEOM) |
|        | Bona (Tropea) D'oro alla palizzata di rosso in banda (citato in BLCL) |
|        | Bonaccolsi o Bonacossi (Ferrara) Titolo: conti di Vinadio; consignori di Aisone Di rosso, a tre fasce d'oro alias D'oro, a tre fasce di rosso alias Fasciato di rosso e d'oro alias Fasciato d'oro e di rosso (citato in (17)) |
|        | Bonaccolti (Firenze) Di rosso, alla ruota di molino d'argento (citato in (15)) (DE) In Rot 1 silbernes Rad ohne Felgen (citato in (21)) |
|        | Bonaccolti (Firenze) D'azzurro, allo scaglione riverso d'oro accantonato da una stella a otto punte dello stesso; con il capo cucito d'Angiò (citato in (15)) (DE) In Blau 1 goldener Sturzsparren, oben begleitet von 1 achtstrahligen goldenen Stern und überhöht von 1 vierlätzigen roten Turnierkragen mit je 1 goldenen Lilie zwischen den Lätzen (citato in (21)) |
|        | Bonaccolti o Bonaccolto (Sicilia) Titolo: barone della Crucifia, Fiumefreddo, Cariato d'azzurro, alla fascia di rosso, sostenente una testa di cignale di nero, cimata dalla croce del Calvario d'argento (citato in Mango) d'argento con una fascia di rosso ed una testa di porco nero uscente, cimata da croce rossa. Corona di barone (citato in (29)) Notizie storiche in Famiglie nobili di Sicilia. |
|        | Bonaccorsi (Potenza Picena, Portocivitanova, Roma) d'azzurro alla tigre rampante moscata d'oro con la testa in maestà (citato in (4) – Vol. II pag. 110) |
|        | Bonaccorsi (Roma) (la blasonatura non è stata ancora caricata) (Immagine nell' Archivio Storico Capitolino (PDF).) |
|        | Bonaccorsi (Colle, Firenze) Troncato d'oro e d'azzurro, al cane corrente del secondo nel primo, collarinato d'oro (citato in (15)) |
|        | Bonaccorsi (Firenze) Trinciato d'azzurro e di rosso, alla banda d'oro passata sulla trinciatura accompagnata da due stelle a otto punte dello stesso, una nel primo e una nel secondo (citato in (15)) (DE) Blau-rot schräggeteilt und überdeckt von 1 goldenen Schrägbalken, dieser beidseitig begleitet von je 1 achtstrahligen goldenen Stern (citato in (21)) |
|        | Bonaccorsi (Firenze) D'azzurro, al leone d'oro tenente in sbarra una mazza d'arme dello stesso alias D'azzurro, al leone d'oro tenente in sbarra una mazza d'arme d'argento (citato in (15)) |
|        | Bonaccorsi (Firenze) Troncato d'oro e d'azzurro, al grifone dell'uno nell'altro e alla banda attraversante sul tutto di rosso, talvolta caricata della croce di Pisa posta nel senso della pezza (citato in (15)) |
|        | Bonaccorsi (Firenze) D'azzurro, a tre lambelli all'antica d'oro ordinati l'uno sull'altro, il primo di tre pendenti, il secondo di due e il terzo di uno (citato in (15)) |
|        | Bonaccorsi (Firenze) Di..., all'albero sradicato di... (citato in (15)) |
|        | Bonaccorsi (Firenze) Di..., al bue passante di... (citato in (15)) |
|        | Bonaccorsi (Pistoia) D'oro, alla banda d'azzurro caricata di tre crescenti d'argento volti nel senso della pezza, e accompagnata da due rose di rosso, 1.1 (citato in (15)) |
|        | Bonaccorsi (San Gimignano, Firenze) D'azzurro, a tre bastoni scorciati in banda, il centrale d'oro e gli altri due di rosso, accompagnati in capo da un crescente rovesciato d'argento e in punta da una stella a otto punte d'oro (citato in (15)) |
|        | Bonaccorsi (Siena) Di..., all'aquila dal volo abbassato di... (citato in (15)) |
|        | Bonaccorsi o Bonaccorso (Catania, Milazzo, Messina) Titolo: principe di Reburdone, marchese di Casalotto, barone di Casalotto, di Reburdone, di Ganzeria, di Nucifora, di Granvilla Soprana, di Pedagaggi e Randazzini d'azzurro, al cane levriere d'argento, slanciato, e sostenuto da un monte di tre cime al naturale, movente dalla punta alias d'azzurro, al pino al naturale, sormontato da una stella d'oro, ed il leone dello stesso, rampante contro il tronco (citato in (4) – Vol. II pag. 111, in (18), in Mango e in (29)) Notizie storiche in Famiglie nobili di Sicilia. |
|        | Bonaccorsi (Catania, Milazzo) fascia di rosso su argento - sostenente testa di cinghiale al naturale cimata da croce latina di rosso su argento - 3 sbarre di oro su azzurro alternate a - 3 palle di oro poste in banda (citato in LEOM) |
|        | Bonaccorsi (Messina, Milazzo) leopardo illeonito di argento su 3 monti ristretti di argento uscenti dalla punta su azzurro (citato in LEOM) |
|        | Bonaccorsi o Bonaccorsi di Ghese (Firenze) Trinciato d'argento e di verde, al giglio del secondo nel primo (citato in (15)) (DE) In silber-grün schräggeteiltem Feld 1 grüne Lilie im linken Obereck (citato in (21)) |
|        | Bonaccorsi di Vanni (Firenze) D'azzurro, allo scaglione d'argento accompagnato da tre gigli d'oro, 2.1 (citato in (15)) |
|        | Bonaccorsi Merlo o Bonaccorsi Merle (Palermo) Gitolo: marchese di S. Elisabena; principe di Patti (blasonatura non presente) (citato in (4) – Vol. II pag. 111 e in (29)) leopardo illeonito di argento su 3 monti ristretti di argento uscenti dalla punta su azzurro (citato in LEOM) Notizie storiche in Famiglie nobili di Sicilia. |
|        | Bonaccossi (Padova) aquila bicipite di nero coronata di oro su ambo le teste su rosso - 3 fasce di rosso su oro entrambe su scudetto su - scudetto nella prima partizione di oro alla figura dell'arcangelo Michele in maestà al naturale su - aquila di nero coronata di oro su oro - pesce di oro su fascia di argento su troncato di rosso e di verde - 2 bisce di verde ondeggianti in palo affrontate su fasciato di rosso e di argento (citato in LEOM) |
|        | Bonaccursus Vitae (Toscana) (DE) In Rot 1 naturfarbener Weinstock mit blauen Reben und goldenen Trauben (citato in (21)) |
|        | Bonacolsi (Mantova) di rosso, a tre fasce d'oro (FR) de gueules, à trois fasces d'or (EN) Gules with three fesses gold |
|        | Bonacosi (Firenze) Di..., all'albero di... nodrito su un monte di sei cime di..., e accostato al tronco da due stelle a otto punte di... (citato in (15)) |
|        | Bonacossa (Milano, Vigevano) Titolo: conti troncato nel 1º d'oro al leone d'azzurro illeopardito; nel 2º d'argento alla banda d'azzurro caricata di una stella (7) del campo (citato in (4) – Vol. II pag. 112 e in (17)) |
|        | Bonada (Cuneo) Titolo: conte di Vignolo; nobile D'azzurro, al grifo d'oro, con il capo d'oro, carico di un'aquila coronata, di nero (citato in (17)) d'azzurro, al grifone d'oro,col capo dell'impero (citato in (25)) Cimiero: l'aquila del capo Motto: Nihil nimis |
|        | Bonadies (Roma) (la blasonatura non è stata ancora caricata) (Immagine nell' Archivio Storico Capitolino (PDF).) |
|        | Bonadonna o Bonadona (Comitato Venassino) Titolo: consignori di Altessano D'azzurro, alla banda, accompagnata da due stelle, il tutto d'argento alias D'azzurro, alla banda, accompagnata da due rose, il tutto d'argento Motto: Haec sunt bonae virtutes meae (citato in (17)) |
|        | Bonafede (Firenze) D'oro, al toro di rosso, ascendente un monte di sei cime di verde alias D'oro, al toro di rosso caricato dello scudetto dell'Ordine di Malta, ascendente un monte di sei cime di verde; con il capo di rosso, caricato della banda scaccata di tre file d'argento e d'azzurro (citato in (15)) |
|        | Bonafede (Messina, Lentini) d'oro, alla fascia contra-scaccata di rosso e d'argento, sormontata da un capriolo d'azzurro, caricato da cinque bisanti del campo, rovesciato e appuntato alla fascia col capo di rosso, al giglio d'oro (citato in Mango) d'oro con una fascia di due linee a scacchi d'argento e di rosso, accompagnata in capo da un capriolo rivoltato d'azzurro, caricato da cinque palle d'oro; al capo di rosso caricato da un giglio d'oro (citato in (29)) Notizie storiche in Famiglie nobili di Sicilia. |
|        | Bonafede (Comacchio) braccio destro vestito di rosso uscente dalla punta con mano di carnagione che indica nastro di argento caricato del motto "FIDES" in lettere maiuscole di nero su azzurro - 3 stelle (6 raggi) di oro poste in fascia in alto su azzurro (citato in LEOM) |
|        | Bonaffari (Pistoia) D'azzurro, alla fascia scaccata di due file d'argento e di rosso, accompagnata da tre crescenti montanti d'argento, 1.2 (citato in (15)) |
|        | Bonafide (Torino) D'azzurro, al cane d'argento, rivolto a una stella d'oro Motto: In coelum sidus in terra fides (citato in (17)) |
|        | Bonagente (Vicenza) Titolo: Nobile troncato: al 1º d'azzurro alla colomba d'argento volante in fascia; al 2º d'argento pieno (citato in (4) – Vol. II pag. 112 e in DAlena) |
|        | Bonaggiunti (Siena) Di rosso, alla croce di Sant'Andrea trifogliata d'argento alias D'azzurro, alla croce di Sant'Andrea trifogliata d'oro (citato in (15)) |
|        | Bonagi (Firenze) Losangato d'argento e d'azzurro, alla banda attraversante di rosso (citato in (15)) |
|        | Bonagi (Pisa) Di..., al monte di sei cime di... (citato in (15)) |
|        | Bonagiunta (Abruzzo) D'argento alla quercia di verde, colla fascia attraversante di rosso, caricata di tre palle d'oro (citato in DAlena) |
|        | Bonagiunta (Asti) Titolo: signori di Cellarengo Un scudo d'argento a tre leoni di gueules linguati, due dalla parte sinistra et uno alla destra appoggiati ad un rastello di sabia in palo (citato in (17)) |
|        | Bonagiunta o Bonagiunta Ser Nicolò di Manetto (Toscana) (DE) In Rot 1 goldener Schrägbalken (citato in (21)) |
|        | Bonagiunti (Firenze) D'argento, alla rosa di rosso, bottonata del campo (citato in (15)) |
|        | Bonagiunti (Pistoia) Troncato d'argento e di rosso, al cane passante del secondo nel primo, sostenuto dalla fascia d'azzurro passata sulla troncatura (citato in (15)) |
|        | Bonagrazia (Firenze) D'azzurro, al leone sedente su un monte di sei cime e tenente un giglio, il tutto d'oro (citato in (15)) |
|        | Bonagrazia (Pescia) Partito: nel 1º d'oro, al cane rampante di rosso collarinato di...; nel 2º fasciato d'argento e di rosso, alla banda attraversante d'azzurro seminata di gigli d'oro (citato in (15)) |
|        | Bonagrazia (Messina) d'oro, al ramo di palma di verde e uno d'olivo del medesimo, passati in croce, di S. Andrea (citato in Mango) d'oro con due rami d'ulivo e di palma verdi, posti in croce di S. Andrea (citato in (29)) Notizie storiche in Famiglie nobili di Sicilia. |
|        | Bonaguida (Toscana) (DE) In Silber 1 roter Gegenzinnenschrägbalken (citato in (21)) |
|        | Bonaguida (Toscana) (DE) In silber-gold geteiltem Feld 1 dreilätziger roter Turnierkragen in der Schildhauptstelle (citato in (21)) |
|        | Bonaguida (Toscana) (DE) In Rot 1 silberner Gegenzinnenschrägbalken (citato in (21)) |
|        | Bonaguidi (Firenze) Di..., alla fascia di... caricata di tre gigli di... e sostenente un gallo fermo di..., in atto di beccare una pannocchia di..., stelata di..., uscente dalla pezza (citato in (15)) |
|        | Bonaguidi (Pistoia) Bandato di sei pezzi di rosso e di vaio, al capo d'oro (citato in (15)) |
|        | Bonaguidi (Volterra) D'oro, al leone di rosso (citato in (15)) |
|        | Bonaguidi (Toscana) (DE) 1 Löwe überdeckt von 1 bordierten blauen Balken (citato in (21)) |
|        | Bonaguidini (Firenze) Partito controfasciato di sei pezzi di rosso e di nero, al capo d'argento caricato di tre stelle a otto punte di... (citato in (15)) |
|        | Bonaguisa (Toscana) (DE) Silber-blau gespalten und schräggeviert (citato in (21)) |
|        | Bonaguisi (Firenze) Palato di sei pezzi d'azzurro e d'argento. alias Partito: nel 1º d'azzurro, all'aquila dal volo abbassato d'argento, talvolta caricata dello scudetto del Popolo fiorentino, uscente dalla partizione; nel 2º palato di quattro pezzi d'oro e d'azzurro alias Partito: nel 1º d'azzurro, all'aquila dal volo abbassato d'argento, talvolta caricata dello scudetto del Popolo fiorentino, uscente dalla partizione; nel 2º d'oro, a due pali d'azzurro (citato in (15)) |
|        | Bonaguisi (Toscana) (DE) In Blau 1 vierlätziger roter Turnierkragen, dieser begleitet von je 1 goldenen Lilie zwischen den Lätzen, 1 achtstrahliger goldener Stern und 1 liegender silberner Halbmond pfahlweise (citato in (21)) |
|        | Bonaguisi (Toscana) (DE) In Blau 1 erniedrigter roter Schrägbalken, beidseitig begleitet von je 1 achtstrahligen goldenen Stern (citato in (21)) |
|        | Bonaguisi (Toscana) (DE) Gespalten: Rechts unter 1 silbernen Schildhaupt, darin 1 vierlätziger roter Turnierkragen mit je 1 goldenen Lilie zwischen den Lätzen, in Silber 1 rechtshalber schwarzer Adler am Spalt, links 3mal silber-blau gespalten (citato in (21)) |
|        | Bonaini (Firenze) D'oro, alla sbarra di losanghe accollate di nero (citato in (15)) |
|        | Bonaini (Livorno) D'argento, all'albero al naturale nodrito sul terreno dello stesso, sinistrato da un bue furioso di nero, appoggiato al tronco (citato in (15)) |
|        | Bonaini (Toscana) (DE) In Rot 1 silberne Mannsbüste (citato in (21)) |
|        | Bonaini da Cignano e Buonaini (Firenze) d'oro a nove losanghe di nero accollate in sbarra Motto: Aurum labore fulgentius (citato in (4) – Vol. II pag. 112) |
|        | Bonaini da Cignano (Firenze) fascia formata da losanghe accollate di nero su oro (citato in LEOM) |
|        | Bonaiuti di azzurro al leone d'oro rampante, tenente nelle branche tre cipressi d'oro, e nutriti sul terreno di verde (citato in (4) – Vol. III pag. 611) |
|        | Bonaiuti (Firenze) D'oro, al palo d'argento bordato di nero (citato in (15)) |
|        | Bonaiuti o Bonajuti (Firenze) Gheronato di sei pezzi d'argento e di nero (citato in (15)) grembiato di 6 pezzi di argento e di nero (citato in LEOM) (DE) Silber-schwarz gespalten und erhöht schräggeviert (citato in (21)) |
|        | Bonaiuti o Bobaiuti di Lapo (Toscana) (DE) Silber-blau gespalten und schräggeviert (citato in (21)) |
|        | Bonaiuti (Firenze) D'oro, al cervo saliente al naturale, sostenuto dalla campagna di verde, accompagnato da tre rami di rosaio al naturale, due in palo a destra e una a sinistra (citato in (15)) |
|        | Bonaiuti (Firenze) Di rosso, alla testa umana di carnagione, chiomata d'oro, posta di fronte (citato in (15)) |
|        | Bonaiuti o Bonaviti (Firenze) D'azzurro, al liocorno inalberato d'oro (citato in (15)) (DE) In Blau 1 goldenes Einhorn (citato in (21)) alias Trinciato di... e di..., al liocorno inalberato dell'uno nell'altro (citato in (15)) |
|        | Bonaiuti (Toscana) (DE) In Grün 1 goldenes Einhorn (citato in (21)) |
|        | Bonaiuti (Pistoia) D'azzurro, al cervo saliente d'argento, accompagnato da tre rose dello stesso, due a destra poste l'una sull'altra, e una a sinistra (citato in (15)) |
|        | Bonaiuti (Toscana) (DE) In Grün 2 schwarze Pfähle (citato in (21)) |
|        | Bonaiuti o Bonaiuti di Zucchero (Toscana) (DE) Durch 1 rotes Kreuz silber-blau geviert (citato in (21)) |
|        | Bonaiuti Galilei (Toscana) (DE) In Gold 1 dreisprossige rote Leiter (citato in (21)) |
|        | Bonaiuto o Bonaiuto Rigattieri (Toscana) (DE) In Silber 1 rote Spitze, belegt mit 1 achtstrahligen silbernen Stern und oben beidseitig begleitet von je 1 roten Lilie (citato in (21)) |
|        | Bonajuto (Catania) Titolo: nobile di Sicilia; barone di Fucilino, Motta di Affermo d'oro, a tre cipressi di verde, posti sulla campagna del secondo, quello di mezzo sinistrato da un leone al naturale, rampante contro il tronco (citato in (4) – Vol. II pag. 112, in (18), in Mango e in (29)) d'oro con tre alberi di cipresso di verde, quello di mezzo accostato da un leone di rosso. Corona di barone (citato in (29)) Notizie storiche in Famiglie nobili di Sicilia. Ulteriori notizie storiche in Famiglie nobili di Sicilia. |
|        | Bonaiutus (Toscana) (DE) In Blau 6 goldene Scheiben, 1:2:2:1 gestellt (citato in (21)) |
|        | Bonaldi Titolo: Conte d'azzurro a tre ancore d'argento, due e una (citato in (4) – Vol. II pag. 113) |
|        | Bonaldo (Chioggia) (la blasonatura non è stata ancora caricata) (citato in Araldica gentilizia (archiviato dall'url originale il 19 marzo 2005).) |
|        | Bonamente (Pisa) D'oro, alla croce di Sant'Andrea di rosso; con il capo dell'Impero (citato in (15)) |
|        | Bonamenti (Sicilia) d'azzurro con un castello a tre torri d'argento chiuso di nero (citato in (29)) Notizie storiche in Famiglie nobili di Sicilia. |
|        | Bonamici (Arezzo) D'azzurro, alla fede di carnagione vestita d'argento, accompagnata in capo da due stelle a sei punte d'oro, e in punta da una conchiglia al naturale (citato in (15)) |
|        | Bonamici (Firenze) D'oro, all'albero di pino al naturale, fruttifero del campo, nodrito su un monte di sei cime di verde e attraversato al tronco da un cane di nero sedente sul monte, collarinato e guinzagliato di rosso al tronco dell'albero alias D'oro, all'albero di pino al naturale, fruttifero del campo, nodrito su un monte di sei cime di verde e attraversato al tronco da un cane di nero passante sul monte, collarinato e guinzagliato di rosso al tronco dell'albero (citato in (15)) |
|        | Bonamici (Firenze) D'azzurro, al monte di sei cime d'oro, sormontato da una stella a otto punte dello stesso e accostato da due candele d'argento accese di rosso (citato in (15)) |
|        | Bonamici (Firenze) D'azzurro, al monte di sei cime d'oro, sormontato da una stella a otto punte dello stesso e accostato da due candele d'oro accese di rosso (DE) In Blau 1 achtstrahliger silberner Stern an der Ortstelle und 1 schwebender goldener Sechsberg an der Schildfußstelle, diese beidseitig begleitet von je 1 goldenen Kerze (citato in (21)) |
|        | Bonamici (Livorno) Partito: nel 1º d'oro, all'albero al naturale nodrito sul monte di sei cime d'azzurro e attraversato al tronco da un cane al naturale collarinato di rosso, fermo sul monte; nel 2º d'oro, a tre bande d'azzurro, e alla palla attraversante scaccata di rosso e d'argento (citato in (15)) |
|        | Bonamici (Lucca) Troncato: nel 1º d'azzurro, alla palla d'oro; nel 2º d'argento, a tre pali di rosso (citato in (15)) |
|        | Bonamici (Pisa) D'oro, a tre lioncelli di nero, 2.1 (citato in (15)) |
|        | Bonamici (Pistoia) D'oro, alla colomba d'argento imbeccata e membrata di rosso, tenente nel becco un ramoscello d'olivo di verde, posata su un monte di sei cime di rosso e a due ramoscelli di verde nodriti sulle cime laterali del monte (citato in (15)) |
|        | Bonamici (Prato, Firenze) D'oro, all'albero di pino al naturale, fruttifero del campo, nodrito su un monte di sei cime di verde e attraversato al tronco da un cane di nero sedente sul monte, collarinato e guinzagliato di rosso al tronco dell'albero alias D'oro, all'albero di pino al naturale, fruttifero del campo, nodrito su un monte di sei cime di verde e attraversato al tronco da un cane di nero passante sul monte, collarinato e guinzagliato di rosso al tronco dell'albero alias D'oro, all'albero di pino al naturale, fruttifero del campo, nodrito su un monte di tre cime di verde e attraversato al tronco da un cane di nero sedente sul monte, collarinato e guinzagliato di rosso al tronco dell'albero alias D'oro, all'albero di pino al naturale, fruttifero del campo, nodrito su un monte di tre cime di verde e attraversato al tronco da un cane di nero passante sul monte, collarinato e guinzagliato di rosso al tronco dell'albero alias D'oro, all'albero di pino al naturale, fruttifero del campo, nodrito su un monte di sei cime di verde e attraversato al tronco da un cane di nero sedente sul monte, collarinato e guinzagliato di rosso al tronco dell'albero; con il capo di Santo Stefano alias D'oro, all'albero di pino al naturale, fruttifero del campo, nodrito su un monte di sei cime di verde e attraversato al tronco da un cane di nero passante sul monte, collarinato e guinzagliato di rosso al tronco dell'albero; con il capo di Santo Stefano alias D'oro, all'albero di pino al naturale, fruttifero del campo, nodrito su un monte di tre cime di verde e attraversato al tronco da un cane di nero sedente sul monte, collarinato e guinzagliato di rosso al tronco dell'albero; con il capo di Santo Stefano alias D'oro, all'albero di pino al naturale, fruttifero del campo, nodrito su un monte di tre cime di verde e attraversato al tronco da un cane di nero passante sul monte, collarinato e guinzagliato di rosso al tronco dell'albero; con il capo di Santo Stefano (citato in (15)) |
|        | Bonamici (Siena) Di rosso, a nove plinti coricati d'oro, 3.3.2.1, e al crescente rovesciato dello stesso, posto fra la prima e la seconda fila alias Di rosso, a quindici plinti coricati d'oro, 5.4.3.2.1, e al crescente rovesciato dello stesso, posto in mezzo alla seconda fila (citato in (15)) |
|        | Bonamici (Volterra) D'azzurro, alla fascia d'oro caricata di un filetto increspato di rosso, e al capo cucito d'Angiò alias Di verde, alla fascia d'oro caricata di un filetto increspato di rosso, e al capo cucito d'Angiò (citato in (15)) |
|        | Bonamici (Pavia, Voghera) banda convessa di argento su rosso - quartier franco destro di argento su rosso (citato in LEOM) |
|        | Bonamici da Pugliano (Firenze) D'azzurro, al monte di sei cime d'oro, sormontato da una lettera B dello stesso, e al capo cucito d'Angiò (citato in (15)) |
|        | Bonamici da Terrarossa (Firenze) D'argento, al compasso aperto in scaglione di rosso, accompagnato in punta da un crescente montante dello stesso (citato in (15)) |
|        | Bonamico (Sicilia) d'argento, alla fascia di rosso, sostenente un uccello d'oro, passante (citato in Mango) alias d'argento con una fascia di rosso accompagnata in capo da un uccello di nero passante (citato in (29)) Notizie storiche in Famiglie nobili di Sicilia. |
|        | Bonamini (Pesaro) troncato di azzurro e d'oro; nel 1º a tre stelle d'oro male ordinate; nel 2º a una balla di mercanzia d'argento legata con una fune di oro; la fascia di rosso sulla troncatura (citato in (4) – Vol. II pag. 113) |
|        | Bonanate (Cavallermaggiore) Partito di tre, troncato di uno, il che fa otto quarti, il 1°, 3°, 6° e 8° d'argento, il 2° e 7° d'oro, il 4° e 5° di rosso, con il capo d'oro, carico di un'aquila di nero (citato in (17) e in (25)) Cimiero: una testa di cherubino Motto: Bene natus splendor ignoscit |
|        | Bonanni e Bonanni di Ocre (Napoli, L'Aquila) Titolo: patrizio dell'Aquila, barone di Ocre, nobili dei baroni di Ocre d'oro al gatto passante di nero (citato in (4) – Vol. II pag. 113, in DAlena e in (18)) |
|        | Bonanni (Firenze) D'azzurro, alla banda trinciata d'argento e di verde, caricata di tre stelle a otto punte attraversanti di rosso (citato in (15)) |
|        | Bonanni (Firenze) Di rosso, allo scaglione d'oro accompagnato da tre palle dello stesso, 2.1 alias Di rosso, allo scaglione d'oro accompagnato da tre bisanti dello stesso, 2.1 (citato in (15)) |
|        | Bonanni (Matelica) scaglione di oro su azzurro - 2 stelle (6 raggi) di oro poste in fascia in alto - giglio dello stesso in basso su azzurro (citato in LEOM) |
|        | Bonanno (Palermo, Napoli, Siracusa, Catania) Titolo: principe di Cattolica, di Roccafiorita, duca di Misilmeri, di Montalbano, di Foresta, marchese di Limina, conte di Vicari, barone di Siculiana, di Canicattì, di Ravanusa, di Cucco, di Giuliana, di San Basile, di Castellana, di Prizzi, Signore di Pancaldo, di Milici, di Grasta, della salina grande di Trapani / principe di Linguaglossa, barone di Arcimusa, di Bulgarano, di Caracino, di Belvedere, di Rosalia di Gigliotto / barone di Maeggio, di Delia e nobile / barone di Pollino D'oro, al gatto passante di nero (citato in (4) – Vol. II pag. 114, in Mango e in (29)) D'oro al gatto passante di nero con la testa in maestà (citato in DAlena e in (18)) Motto: Neque sol per diem neque luna per noctem Corona e mantello da principe (di velluto scarlatto foderato d'ermellino) Cimiero: una fenice di nero, sulla sua immortalità di rosso Notizie storiche in Famiglie nobili di Sicilia. Ulteriori notizie storiche in Famiglie nobili di Sicilia. |
|        | Bonanno (Palermo) Gatto di nero passante testa in maestà su oro - 5 monti di argento digradanti ai lati su rosso (citato in LEOM) |
|        | Bonanno (Palermo) Gatto passante testa in maestà di nero su oro - bordura di azzurro (citato in LEOM) |
|        | Bonanomi (Milano) Titolo: signori di Invorio Troncato, al 1° d'argento, al grifone (?) d'oro, cucito, posante la branca sinistra sopra un ramo fogliato di verde, e sinistrato da un pioppo (cipresso? albero?), pure di verde, al 2° d'argento, a tre bande di rosso, con il capo d'oro, carico di un'aquila di nero alias Interzato in fascia, al 1° d'oro, all'aquila di nero, al 2° d'argento, al leone illeopardito di rosso, posante la branca sinistra sopra un ramo fogliato di verde, posto e curvato a destra, al 3° d'argento, a tre bande di rosso (citato in (17)) |
|        | Bonaparte (arma antica) di rosso a due sbarre d'oro accompagnate da due stelle dello stesso, l'una in capo , l'altra in punta (citato in (4) – Vol. II pag. 115) |
|        | Bonaparte (Firenze) (arma antica) di rosso a due bande d'argento accompagnate da due stelle a sei raggi dello stesso, l'una in capo , l'altra in punta (Immagine nella Raccolta stemmi Trippini (JPG).) alias; d'oro a due bande di rosso accompagnate da due stelle a sei raggi d'azzurro, l'una in capo , l'altra in punta (Immagine nella Raccolta stemmi Trippini (JPG).) |
|        | Bonaparte (Treviso) di rosso a due bande d'argento accompagnate da due stelle a cinque raggi dello stesso, l'una in capo , l'altra in punta (Immagine nella Raccolta stemmi Trippini (JPG).) |
|        | Bonaparte (Roma) (di rosso a due sbarre di rosso accompagnate da due stelle (8) d'oro, l'una in capo , l'altra in punta) (Immagine nell' Archivio Storico Capitolino (PDF) (archiviato dall'url originale il 5 marzo 2016).) |
|        | Bonaparte (arma recente) d'azzurro all'aquila di oro, avente fra gli artigli una folgore dello stesso (citato in (4) – Vol. II pag. 115) |
|        | Bonaparte (Moncalieri) aquila rivolta ali abbassate afferrante con gli artigli un fulmine di oro su azzurro (citato in LEOM) |
|        | Bonaparte o Bonaparte di Sanminiato (San Miniato, Firenze) Di rosso, alla gemella in banda d'argento, accompagnata da due stelle a sei punte dello stesso, 1.1 (citato in (15)) alias Di rosso, alla gemella in banda d'argento, accompagnata da due stelle a otto punte dello stesso, 1.1 (citato in (15)) (DE) In Rot 1 silberner Zwillingsschrägbalken, beidseitig begleitet von je 1 achtstrahligen silbernen Stern (citato in (21)) alias (DE) In Rot 1 silberner Zwillingsschrägbalken, beidseitig begleitet von je 1 achtstrahligen goldenen Stern (citato in (21)) alias (DE) Innerhalb 1 silbernen Schildbords in Rot 1 silberner Zwillingsschrägbalken, begleitet von je 1 achtstrahligen silbernen Stern an der Ort- und an der Fußstelle (citato in (21)) alias Di rosso, alla gemella in banda d'argento, accompagnata da due stelle a sei punte dello stesso, 1.1, con il capo d'azzurro caricato di un lambello a quattro pendenti di rosso, con una crocetta dello stesso posta tra due gigli d'oro tra i pendenti del lambello (citato in (15)) alias Di rosso, alla gemella in banda d'argento, accompagnata da due stelle a otto punte dello stesso, 1.1, con il capo d'azzurro caricato di un lambello a quattro pendenti di rosso, con una crocetta dello stesso posta tra due gigli d'oro tra i pendenti del lambello (citato in (15)) alias D'azzurro, allo scaglione d'oro accompagnato da tre stelle a sei punte dello stesso, 2.1 (citato in (15)) alias D'azzurro, allo scaglione d'oro accompagnato da tre stelle a otto punte dello stesso, 2.1 (citato in (15)) alias D'azzurro, allo scaglione d'argento (citato in (15)) alias (DE) Innerhalb 1 silbernen Schildbords in Blau 1 silberner Zwillingsschrägbalken, begleitet von je 1 achtstrahligen silbernen Stern an der Ort- und an der Fußstelle (citato in (21)) |
|        | Bonapresi (Pistoia) D'oro, alla torre di due piani di rosso fondata sul terreno di verde e sormontata da un crescente montante d'azzurro alias D'oro, alla torre di due piani di rosso fondata sul terreno di verde e sormontata da un crescente montante d'argento (citato in (15)) |
|        | Bonardi (Padova) Titolo: Nobile d'oro alla fascia di rosso, carica di una croce di argento a tau (citato in (4) – Vol. II pag. 115) |
|        | Bonardi (Cossato) Troncato, al 1° d'azzurro, a tre gigli d'argento, ordinati in fascia, al 2° di nero, a tre bande d'oro Motto: Bona ardua virtus (citato in (17)) |
|        | Bonardo e Bonardo Mangarda (Mondovì) Titolo: conti di Roburent; signori di Magliano, Monteu da Po, Pamparato Di rosso, a tre bande nere, orlate d'oro alias D'oro, a tre bande di rosso Motto: Bona arduis virtus (citato in (17)) |
|        | Bonarelli Titoli: Conte, Conte di Castelbompiano, Nobile dei conti, Patrizio di Ancona m.f. di rosso alla colonna di argento, base e capitello d'oro e coronata d'oro, attraversata da una banda d'argento caricata di tre leoncini di rosso (citato in (4) – Vol. II pag. 116) |
|        | Bonarelli (Roma) (di rosso, alla fascia d'argento caricata di tre leoncelli d'oro maleordinati) (Immagine nell' Archivio Storico Capitolino (PDF) (archiviato dall'url originale il 4 marzo 2016).) |
|        | Bonarli (Firenze) D'azzurro, al leone d'oro armato e lampassato di rosso, e alla fascia attraversante d'argento (citato in (15)) (DE) In Blau 1 goldener Löwe, überdeckt von 1 silbernen Balken (citato in (21)) alias D'azzurro, al leone d'oro, e alla banda attraversante d'argento, caricata di un tralcio ondato di verde, fiorito di rosso (citato in (15)) |
|        | Bonarroti (Firenze) D'azzurro, alla gemella in banda d'oro alias D'azzurro, alla gemella in banda d'oro; con il capo cucito d'Angiò alias D'azzurro, alla gemella in banda d'oro; con il capo cucito d'Angiò, abbassato sotto il capo di Leone X alias D'azzurro, alla gemella in banda d'oro, accompagnata da due stelle a otto punte dello stesso, 1.1 (citato in (15)) |
|        | Bonaseri (Firenze) Di rosso, allo scaglione sormontato da una stella a otto punte e accompagnato da tre foglie, 2.1, il tutto d'oro (citato in (15)) |
|        | Bonasi (Modena, Carpi, Roma, Genova, Caracas) inquartato: nel 1º e 4º troncato d'argento e di rosso al leone dell'uno all'altro; nel 2º e 3º bandato d'argento e di azzurro; sul tutto d'azzurro al leone d'argento (citato in (4) – Vol. II pag. 117) |
|        | Bonati (Firenze) D'azzurro, al leopardo illeonito d'oro, forse coronato dello stesso (citato in (15)) (DE) In Blau 1 hersehender goldener Löwe (citato in (21)) |
|        | Bonati (Pistoia) Trinciato di rosso e d'azzurro, alla banda d'oro passata sulla partizione accostata da sei palle, 3.3, dell'uno nell'altro (citato in (15)) |
|        | Bonati o Bonatti (Mantova) Sbarrato d'azzurro e di rosso, alla banda doppiomerlata d'oro attraversante, con il capo d'oro, carico di un'aquila, di nero alias Partito, nel 1° d'azzurro, all'albero terrazzato di verde, nel 2° d'oro, a due pali di rosso, con il capo d'oro, carico di un'aquila, di nero (citato in (17)) |
|        | Bonati (Limone di Gavardo) bandato d'oro e di nero a sei pezzi (citato in Piovanelli) |
|        | Bonatti (Firenze) Losangato di rosso e d'argento (citato in (15)) |
|        | Bonatti (Firenze) Gheronato di sei pezzi di... e di..., i tre pezzi del secondo caricati ciascuno di tre palle del primo (citato in (15)) |
|        | Bonaudo o Bonardi (Chieri, Pinerolo, Avigliana) Titolo: conti di Frassinere, Mombello, Monteu da Po; baroni di Borghetto con Betlemme, Chiavarina e Mosche di Chivasso; consignori di Robassomero D'argento, all'albero di verde, fruttato di rosso (citato in (17)) |
|        | Bonaugurelli (Arezzo) D'oro, al monte di tre cime d'argento, e alla banda attraversante d'azzurro caricata di tre stelle a otto punte del campo (citato in (15)) |
|        | Bonaventura (Sicilia) partito: nel 1° d'oro a mezz'aquila bicipite spiegata di nero, membrata, imbeccata e coronata d'oro, movente dalla partizione; nel 2° spaccato di rosso e d'argento (citato in Mango) |
|        | Bonaventura (Roma) leone seduto di oro su terrazzo di verde coperto da un elmo chiuso di nero avente per cimiero un uccello sorante al naturale - il leone posa la zampa anteriore destra su uno scudo ovale di rosso coronato all'antica e bordato di oro e caricato da un trifoglio di verde posto in palo su monte a 6 cime dello stesso tutto su argento (citato in LEOM) |
|        | Bonaventura (Cesena) (la blasonatura non è stata ancora caricata) (citato in BLCW) Immagine in Blasone Cesenate. |
|        | Bonaventuri (Pontremoli) d'azzurro all'albero al naturale sulla campagna di verde, accostata da due gigli d'oro, attraversante sul cervo d'oro corrente e rivolto (citato in (4) – Vol. II pag. 118) |
|        | Bonaventuri (Firenze) D'argento, alla spada bassa posta in banda di rosso alias D'argento, alla spada bassa posta in banda di rosso, e alla bordura spinata del campo (citato in (15)) |
|        | Bonaventuri (Toscana) (DE) In Silber 1 schräggelegtes gestürztes goldgegrifftes silbernes Schwert (citato in (21)) |
|        | Bonaventuri (Firenze) Di..., all'albero di... nodrito sul monte di sei cime di... (citato in (15)) |
|        | Bonaventuri (Pontremoli) D'azzurro, all'albero al naturale nodrito sul terreno dello stesso, accostato da due gigli d'oro, e attraversante con il tronco su un cervo slanciato e rivolto dello stesso (citato in (15)) |
|        | Bonaventuri (Siena) D'oro, a tre scaglioni scalinati d'azzurro; e al capo d'argento caricato di due semivoli levati e addossati di nero alias D'oro, a tre scaglioni scalinati d'azzurro; e al capo d'argento caricato di un volo di nero (citato in (15)) |
|        | Bonaveri o Bonavieri (Firenze) D'azzurro, alla banda d'argento (citato in (15)) (DE) In Blau 1 silberner Schrägbalken (citato in (21)) |
|        | Bonavia (Firenze) Di..., a due mazze d'arme di..., legate di..., sormontate da una stella a otto punte di... (citato in (15)) |
|        | Bonavita (Pisa) Troncato merlato di rosso e d'argento, a tre rose del primo nel secondo, 2.1 alias D'argento, all'archipenzolo piombato d'oro, accompagnato da tre bisanti dello stesso, 2.1 alias D'argento, all'archipenzolo piombato d'oro, accompagnato da tre palle dello stesso, 2.1 alias Di..., a tre grappoli d'uva di..., 2.1; e al capo di Santo Stefano (citato in (15)) |
|        | Bonaviti (Firenze) Di..., a tre mannaie di..., poste in sbarra e ordinate in banda (citato in (15)) |
|        | Bonavogli (Pisa) D'azzurro, al leone d'oro sostenuto dal terreno al naturale e attraversante su una catena posta in sbarra di nero alias Di rosso, al leone d'oro sostenuto da un monte di tre cime d'azzurro, e attraversante su una catena posta in fascia d'oro (citato in (15)) |
|        | Bonavolti (Firenze) Troncato d'azzurro e d'oro, a due grifoni controrampanti d'argento, posti nel prim (citato in (15)) |
|        | Bonazzi di rosso pieno (citato in (4) – Vol. I pag. 456) |
|        | Bonazzi d'oro al giglio di giardino tagliato di verde fiorito di sei pezzi al naturale (citato in (4) – Vol. II pag. 118) |
|        | Bonazzi e Bonazzi di San Nicandro (Napoli, Parma, Benevento) inquartato: nel 1º e 4º d'oro al giglio di giardino tagliato di verde fiorito di sei pezzi al naturale (Bonazzi); nel 2º e 3º d'azzurro alla fenice sulla sua immortalità fissante un solo d'oro orizzontale a destra (Pizzoli) Motto: Post fata resurgo (citato in (4) – Vol. II pag. 118 e in (18)) |
|        | Bonazzi o Bonasijs (Bergamo, Bari, Rutigliano) d'oro al fiorrdaliso al naturale fiorito di sette (citato in (32)) |

### Bonb
| Stemma | Casato e blasonatura                                                   |
| ------ | ---------------------------------------------------------------------- |
|        | Bonbarocci (Toscana) (DE) In Silber 3 schwarze Balken (citato in (21)) |

### Bonc
| Stemma | Casato e blasonatura |
| ------ | --- |
|        | Boncasini (Firenze) D'azzurro, a due colonne decussate d'argento, accompagnate in capo da una stella a otto punte d'oro e in punta da un crescente montante d'argento alias D'azzurro, a due colonne decussate d'argento, accompagnate in capo da un crescente rovesciato dello stesso e in punta da una stella a otto punte d'oro (citato in (15)) |
|        | Boncetani (Pisa) D'oro, alla sbarra di nero (citato in (15)) |
|        | Boncetti (Pistoia) Trinciato d'argento e di rosso, alla banda d'oro passata sulla partizione e sostenente un porco passante di nero, cinghiato d'argento (citato in (15)) |
|        | Bonchini o Boncini (Cesena) (la blasonatura non è stata ancora caricata) (citato in BLCW) Immagine in Blasone Cesenate. |
|        | Bonci (Arezzo) d'argento alla banda abbassata di azzurro caricata di tre crescenti del campo e accompagnata nel cantone sinistro del capo da una testa di leone strappata al naturale, linguata di rosso (citato in (4) – Vol. II pag. 119) alias D'argento, alla banda d'azzurro caricata di tre crescenti del campo volti nel senso della pezza, e accompagnata nel cantone sinistro del capo da una testa di leone al naturale (citato in (15)) |
|        | Bonci (Malta) Giglio (citato in DAlena) |
|        | Bonci Casuccini (Siena) di rosso alla pina riversa, sinistrata da un palo scorciato doppiomerlato d'oro (citato in (4) – Vol. II pag. 119) |
|        | Bonci Casuccini (Siena) Partito: nel 1º di rosso, alla pina al naturale; nel 2º pure di rosso, al palo doppiomerlato scorciato d'oro (citato in (15)) |
|        | Bonciani (Firenze) Di rosso, a tre pali di vaio, e al capo d'oro (citato in (15)) (DE) Unter 1 goldenen Schildhaupt in Rot 3 Pfähle in blau-silbernem Pfahlfeh (citato in (21)) |
|        | Bonciani (Toscana) (DE) Unter 1 goldenen Schildhaupt in Rot 3 mit je 4 silbernen Scheiben belegte blaue Pfähle (citato in (21)) |
|        | Bonciani delle Ruote (Firenze) D'azzurro, al leone d'argento posto sul terreno al naturale, sinistrato da una stella a cinque punte d'oro sormontata da una crocetta di rosso (citato in (15)) |
|        | Boncianini (Firenze) Di..., all'albero di... nodrito su un monte di sei cime di..., e alla banda diminuita attraversante di... (citato in (15)) |
|        | Boncinelli (Firenze) D'azzurro, al cane rampante d'argento collarinato di..., e alla fascia attraversante d'oro caricata di tre gigli di... (citato in (15)) |
|        | Boncinelli o Boncinelli dell'Unicorno (Toscana) (DE) In Grün 1 rot behalsbandeter silberner Hund, überdeckt von 1 bogenförmig nach oben gebrochenen goldenen Balken, dieser belegt mit 3 roten Lilien (citato in (21)) |
|        | Bonclerici (Cagli) (la blasonatura non è stata ancora caricata) (citato in DAlena) |
|        | Boncompagni Titolo: Conte di Lamporo d'oro, alla banda di nero, accompagnato in capo (per privilegio di Enrico VIII, re di Inghilterra) da una rosa di rosso, bottonata del campo (citato in (4) – Vol. II pag. 119) |
|        | Boncompagni (Arezzo, Pistoia) D'azzurro, al drago reciso d'oro, volante sul mare al naturale alias Partito: nel 1º d'azzurro, al drago di verde lampassato di rosso, nascente dalla partizione; nel 2º d'argento pieno (citato in (15)) |
|        | Boncompagni e Buoncompagni (Bologna, Roma, Napoli) di rosso, al drago alato d'oro, reciso del campo (citato in GUCA - pag. 448, in (6) – pag. 152 e in (11) - pag. 196) di rosso al mezzo drago alato d'oro (citato in (22)) (Immagine nell' Archivio Storico Capitolino (PDF) (archiviato dall'url originale il 5 marzo 2016).) Notizie storiche in Nobili napoletani. |
|        | Boncompagni Ludovisi (Roma) troncato: a) di rosso ad un mezzo drago spiegato d'oro (Boncompagni); b) di rosso a tre bande d'oro scorciate e ritirate nel capo (Ludovisi) (citato in (4) – Vol. II pag. 119) mezzo drago reciso di oro su rosso - 3 bande scorciate verso l'alto di oro su rosso (citato in LEOM) alias ( di rosso troncato da un filetto d'oro: a) ad un mezzo drago spiegato d'oro; b) a tre sbarre d'oro scorciate e ritirate nel capo) (Immagine nell' Ludovisi.pdf#view=fit&navpanes=1 Archivio Storico Capitolino (archiviato dall'url originale il 4 marzo 2016).) |
|        | Boncompagni Ludovisi Ottoboni (Roma) di rosso al mezzo drago spiegato d'oro (Boncompagni); di rosso a tre bande scorciate e ritirate nel capo (Ludovisi); trinciato d'azzurro e di verde alla banda di argento attraversante col capo dell'impero (Ottoboni) (citato in (4) – Vol. II pag. 120) mezzo drago reciso di oro su rosso - 3 bande scorciate verso l'alto di oro su rosso - banda di argento su trinciato di azzurro e di verde - aquila bicipite di nero coronata di oro su ambo le teste su oro in capo (citato in LEOM)                                                     |
|        | Boncompagni Ludovisi Rondinelli Vitelli (Roma) di rosso ad un mezzo drago spiegato di oro (Boncompagni); di rosso a tre bande scorciate e ritirate nel capo (Ludovisi); d'oro a 6 rondini al naturale poste 3, 2, 1 accompagnate in capo da un lambello a 4 pendenti di rosso (Rondinelli) (citato in (4) – Vol. II pag. 120) |
|        | Boncompagni Ludovisi Rondinelli Vitelli (Roma) mezzo drago reciso di oro su rosso - 3 bande scorciate verso l'alto di oro su rosso - 6 rondini (uccelli) al naturale poste a piramide rovesciata su oro sormontate da - lambello di rosso (4gocce) su oro - luna posta in sbarra di oro su azzurro - scaccato di rosso e di argento (citato in LEOM) |
|        | Boncompagno (Sicilia) d'azzurro con un drago di oro rampante (citato in (29)) Notizie storiche in Famiglie nobili di Sicilia. |
|        | Bonconsigli (Firenze) Di..., alla banda di..., accompagnata nel cantone sinistro del capo da un albero sradicato di..., e nel cantone destro della punta da una rosa di... (citato in (15)) |
|        | Bonconti (Pisa) Losangato d'argento e di verde (citato in (15)) |
|        | Bonconti (Prato) Partito: nel 1º d'oro, all'aquila dal volo abbassato di nero uscente dalla partizione; nel 2º fasciato di sei pezzi d'oro e d'argento alias Partito: nel 1º d'oro, all'aquila dal volo abbassato di nero uscente dalla partizione; nel 2º d'oro, a tre fasce d'argento (citato in (15)) |
|        | Bonconti (Prato) Troncato: nel 1º d'oro, all'aquila dal volo abbassato di nero nascente dalla troncatura; nel 2º losangato di rosso e d'oro (citato in (15)) |
|        | Boncristiani (Firenze) D'azzurro, a tre crescenti montanti d'argento, 2.1 (citato in (15)) (DE) In Blau 3 liegende silberne Halbmonde, 2:1 gestellt (citato in (21)) |
|        | Boncristiani (Firenze) Troncato: nel 1º d'azzurro, alla cometa d'oro; nel 2º d'argento, a due fasce di verde alias D'oro, a quattro fasce d'azzurro e alla banda attraversante dello stesso (citato in (15)) |

### Bond
| Stemma | Casato e blasonatura |
| ------ | --- |
|        | Bonda (Ragusa/Dubrovnik) troncato: nel 1º d'oro, al bove passante di rosso; nel 2º d'azzurro, a due fasce ondate d'argento (citato in (8)) (FR) Coupé: au 1, d'or, à un boeuf passant de gueules; au 2, d'azur, à deux fasces ondées d'argent. Casque couronné. (citato in (9)) |
|        | Bonda (Ragusa/Dubrovnik) troncato: nel 1º d'oro, al bove bianco passante; nel 2º d'azzurro, a quattro fasce ondate d'argento; alla bordura di rosso, bullettata d'argento (citato in (8)) (FR) Coupé: au 1, d'or, à un boeuf blanc passant; au 2, d'azur, à quatre fasces ondées d'argent. L'écu entouré d'une bordure de gueules, clouée d'argent. Casque couronné. (citato in (9)) |
|        | Bondacchi (Pistoia) D'azzurro, a cinque penne cadenti d'oro, 2.2.1, accompagnate nel punto del capo da una palla scaccata d'argento e di rosso (citato in (15)) |
|        | Bondelmonte (Sicilia) troncato d'azzurro e d'argento; nel 2° un monte di verde cimato da una croce del Calvario di rosso (citato in Mango) diviso nel I d'azzurro; e nel 2° d'argento con un monte di verde cimato da croce rossa (citato in (29)) Notizie storiche in Famiglie nobili di Sicilia. |
|        | Bondelmonti (Firenze) Troncato d'azzurro e d'argento alias D'argento, alla croce latina di rosso sostenuta da un monte di sei cime d'azzurro alias Partito: nel 1º troncato d'azzurro e d'argento; nel 2º d'argento, alla croce latina di rosso sostenuta da un monte di sei cime d'azzurro (citato in (15)) |
|        | Bondelmonti (Pistoia) D'azzurro, alla fede di carnagione vestita d'oro, tenente un albero di cipresso sradicato di verde (citato in (15)) |
|        | Bondesio (Fiano e Rueglio) Troncato d'azzurro, al sole d'oro, e d'oro, all'aquila di nero Motto: Fovendo sanat (citato in (17)) |
|        | Bondini (Cesena) (la blasonatura non è stata ancora caricata) (citato in BLCW) Immagine in Blasone Cesenate. |
|        | Bondonati (Firenze) Inquartato decussato d'argento e di rosso, i due quarti del primo caricati ciascuno di una stella a otto punte del secondo (citato in (15)) (DE) Silber-rot schräggeviert, in den silbernen Plätzen je 1 achtstrahliger roter Stern (citato in (21)) |
|        | Bondoni o Bondis o Bondonis (Vercelli) Titolo: signori di Cereseto, Larizzate, Moriondo, Odalengo, Ronsecco, Ugliacco, Vettignè, Villareggia e Miralda; consignori di Alice, Asigliano, Casalvolone, Colcavagno, Valdengo Bandato d'azzurro e d'oro, ciascuna banda del primo carica di un giglio del secondo, con il capo d'oro, carico di un'aquila coronata, di nero alias Bandato d'azzurro e d'oro, le bande del primo cariche rispettivamente di uno, tre e due gigli del secondo; con il capo d'oro, carico di un'aquila coronata, di nero (citato in (17)) |
|        | Bonduri (Mantova) d'oro alla fascia partita di azzurro e di rosso, sostenente un'aquila coronata di nero (citato in (4) – Vol. II pag. 121) |

### Bone
| Stemma | Casato e blasonatura |
| ------ | --- |
|        | Boneca (Roma) ruota di rosso senza cerchione con il mozzo di oro su argento (citato in LEOM) |
|        | Bonechi (Firenze) D'argento, al cavallo bianco allegro rivolto al naturale; con il capo dell'Impero (citato in (15)) |
|        | Bonechi (Roma) (d'azzurro, alla stella di otto raggi d'oro) (Immagine nell' Archivio Storico Capitolino (PDF) (archiviato dall'url originale il 4 marzo 2016).) |
|        | Boneletti (Siena) D'azzurro, alla fascia d'oro sormontata da una corona radiata dello stesso (citato in (15)) |
|        | Bonelli (Napoli, Barletta) Titolo: marchesi bandato ondato d'argento e d'azzurro (citato in (4) – Vol. II pag. 13 e pag. 121 e in (18)) |
|        | Bonelli (Lodi, Napoli) troncato, al 1º di argento , al bue di rosso, passante; al 2º di azzurro a tre bande di argento (citato in (4) – Vol. II pag. 121) |
|        | Bonelli (Firenze) D'argento, alla croce di sant'Andrea di losanghe accollate di nero (citato in (15)) |
|        | Bonelli (Firenze) D'oro, al palo di rosso (citato in (15)) |
|        | Bonelli (Toscana) di rosso, al palo d'oro (DE) In Rot 1 goldener Pfahl (citato in (21)) |
|        | Bonelli (Firenze) D'argento, al leone d'azzurro, armato e lampassato di rosso (citato in (15)) |
|        | Bonelli (Siena) Di rosso, al leone d'argento, e alla banda diminuita attraversante d'oro caricata di tre ghirlande di verde (citato in (15)) |
|        | Bonelli (Scala) D'azzurro, alla fascia d'oro accompagnata in capo da un gallo d'argento alias bandato-ondato d'argenlo e d'azzurro alias d'argento, alla banda di rosso accompagnata da due rose dello stesso (citato in DAlena) |
|        | Bonelli (Catanzaro) D'azzurro al mare ondato d'azzurro e d'argento uscente alla punta (citato in DAlena e in BLCL) |
|        | Bonelli (Saluzzo) Trinciato, d'azzurro e d'argento, alla banda di rosso sulla partizione, con il capo d'oro carico di un'aquila di nero, nascente (citato in (17)) alias Troncato, d'azzurro e d'argento, alla fascia di rosso sulla partizione, con il capo d'oro carico di un'aquila coronata di nero, nascente (citato in (17)) (Immagine nella Raccolta stemmi Trippini (JPG).) Motto: Pour Dieu pour Dieu |
|        | Bonelli (Alba) Titolo: marchesi di Castelnuovo; consignori di Ceva Interzato in fascia, al 1º d'oro all'aquila di nero, al 2º trinciato d'azzurro e d'argento alla banda di rosso sulla partizione, al 3º d'argento, al bue di rosso (citato in (17)) |
|        | Bonelli (Bosco Marengo) Titolo: conti di Bosco Marengo Inquartato, al 1° e 4° bandato d'oro e di rosso; al 2° e 3° bandato d'argento e di azzurro, con il capo d'argento, carico di un bue di rosso alias Partito, di Bonelli e di Crescenzi alias Inquartato, al 1° e 4° d'oro a tre bande di rosso, al 2° e 3° d'argento, a tre bande ondate, d'azzurro, con il capo d'argento, carico di un bue di rosso alias Inquartato, al 1° e 4° bandato d'oro e di rosso; al 2° e 3° palato d'azzurro e d'argento, con il capo d'argento, carico di un bue di rosso (citato in (17)) |
|        | Bonelli (Roma) (partito e troncato di due: nel 1º e 6º di rosso, a tre bande d'oro; nel 2º e 3º d'argento, al bue di rosso; nel 4º e 5º d'azzurro, a tre bande d'oro (Immagine nell' Archivio Storico Capitolino (PDF) (archiviato dall'url originale il 4 marzo 2016).) |
|        | Bonelli (Sicilia) d'azzurro, al castello d'argento chiuso di nero, con un leone d'oro guardante la porta ed una cometa dello stesso ondeggiante in fascia posta in capo (citato in Mango) d'azzurro con un castello d'argento chiuso di nero, accostato da un leone d'oro, ed una cometa dello stesso posta in capo (citato in (29)) Notizie storiche in Famiglie nobili di Sicilia. |
|        | Bonelli (Ovada) D'oro, al bue con la testa in maestà al naturale, fermo su una pianura di verde; col capo d'azzurro, caricato di tre stelle di sei raggi d'oro male ordinate, sostenuto da una fascia di rosso (citato in (33)) |
|        | Bonelli (San Marino) monte a 3 cime di argento uscente dalla punta su azzurro - stella (5 raggi) di oro su azzurro in alto (citato in LEOM) |
|        | Bonello (Sicilia) d'argento, alla banda di rosso, accompagnata da due rose dello stesso (citato in Mango) |
|        | Bonenuove (Firenze) Di rosso, al monte di sei cime d'oro, cimato da una coppa rovesciata d'argento e sormontato da una rosa di... (citato in (15)) |
|        | Bonessia o Bonetia o Bonessa (Castagneto e Locato) troncato: al 1º di azzurro all'ariete d'oro nascente dalla partizione; al 2º d'argento alla torre al naturale (citato in (17)) |
|        | Bonessio o Bonezzo o Bonetius (Locate d'Andorno) Troncato, al 1° d'azzurro, alla capra d'oro nascente dalla troncatura, al 2° d'argento, alla torre mattonata al naturale (citato in (17)) |
|        | Bonet o Bonetti o Bonito (Agrigento) (la blasonatura non è stata ancora caricata) (Immagine nella Raccolta stemmi Trippini (JPG).) |
|        | Bonett o Bonetta o Imbonetta o Bonito o Bonet (Sicilia) d'azzurro, all'arpa d'oro (citato in Mango e in (29)) Notizie storiche in Famiglie nobili di Sicilia. |
|        | Bonetti (Firenze) D'azzurro, alla pantera rampante d'oro (citato in (15)) |
|        | Bonetti o Bonetto (Pinerolo) Interzato in fascia, al 1° d'argento, all'aquila di nero, al 2° d'oro, a una berretta di rosso, ordinati in fascia, al 3° d'argento, a tre bande di nero (citato in (17)) |
|        | Bonetti (Vercelli) Interzato in fascia, al 1° d'oro, all'aquila di nero, al 2° di nero, a tre berrette (bonetti) d'argento, ordinati in fascia, al 3° di nero, a tre bande d'oro, con il bastone noderoso di verde, attraversante in sbarra Motto: Pour avenir (citato in (17)) |
|        | Bonetti (Torino) D'azzurro, alla fascia d'argento, caricata di una berretta di nero, e accompagnata da sei stelle (6), d'oro, poste in fascia, tre in capo e tre in punta alias D'azzurro, alla fascia d'argento, caricata di una berretta di nero, e accompagnata da tre stelle d'oro, due in capo e una in punta (citato in (17)) |
|        | Bonetti (Val Brembana) Spaccato di nero e d'argento, alla fascia diminuita di rosso, merlata di un sol pezzo nel centro del margine superiore, attraversante sulla partizione, accompagnata nella punta da un compasso aperto d'oro, colle punte al basso (citato in Stemmi della Val Brembana (archiviato dall'url originale il 6 gennaio 2013).) |
|        | Bonetti (Brescia, Orzinuovi, Quinzano, Pisogne) tre palle fasciate in punta, a due tralci di vite nascenti con grappoli d'uva, sostenenti un passero e una coppa (citato in Piovanelli) |
|        | Bonetti (Cremona) partito d'azzurro e d'argento, all'aquila bicipite dell'uno nell'altro coronata dell'uno nell'altro (citato in BLCR) Immagine in Blasonario Cremonese (archiviato dall'url originale il 7 aprile 2014). alias partito d'azzurro e d'oro, all'aquila bicipite dell'uno nell'altro (citato in BLCR) Immagine in Blasonario Cremonese (archiviato dall'url originale il 7 aprile 2014). |
|        | Bonetti (Cesena) (la blasonatura non è stata ancora caricata) (citato in BLCW) Immagine in Blasone Cesenate. |
|        | Bonetto o Bonet (Nizzardo) Titolo: signori di Ayglun D'azzurro, a tre fasce, sormontate da un basilisco e accompagnate da sei stelle, 3, 2 e 1, fra le fasce e in punta, il tutto d'oro (citato in (17)) |
|        | Bonetto (Monferrato ?) D'azzurro, alla chiave d'oro, posta in palo, e al crescente abbassato d'argento, con il capo di rosso, cucito, carico di tre stelle d'oro (citato in (17)) |

### Bonf
| Stemma | Casato e blasonatura |
| ------ | --- |
|        | Bonfadio (Gazzane) d'azzurro al monte di tre cime d'argento, sorgente dalla punta dello scudo e sormontato da tre stelle d'oro (citato in Piovanelli) |
|        | Bonfant (Cagliari, Iglesias) d'azzurro ad un amorino al naturale cogli occhi bendati, arco e turcasso, fermo, sulla pianura erbosa di verde (citato in (4) – Vol. II pag. 121 e in DAlena) |
|        | Bonfante (Saorgio) D'azzurro, alla punta di freccia, posto in fascia, la punta a sinistra, accompagnato da tre stelle, due in capo, una in punta, il tutto d'oro Motto: Sic bonitate (citato in (17)) |
|        | Bonfante (Torino) Titolo: baroni Troncato, al 1° d'azzurro, alla fede di carnagione, vestita di rosso, nascente dai fianchi dello scudo, al 2° d'argento, al libro chiuso di rosso, con fermagli del medesimo (citato in (17)) |
|        | Bonfante o Bonfanti (Sicilia) Titolo: nobile di Castronovo d'azzurro, al leone d'oro, accompagnato nel capo da un giglio d'argento, ed in punta da tre stelle del secondo, ordinate in fascia (citato in Mango) d'azzurro con un leone d'oro sormontato da un giglio d'argento ed accompagnato da tre stelle d'oro poste in punta (citato in (29)) Notizie storiche in Famiglie nobili di Sicilia. |
|        | Bonfanti (Pistoia) d'oro alla banda di azzurro accompagnata da tre stelle di otto raggi di rosso, due in capo e una in punta (citato in (4) – Vol. II pag. 122) |
|        | Bonfanti (Firenze) D'oro, al palo di rosso (citato in (15)) |
|        | Bonfanti (Pistoia, Firenze) D'oro, alla banda d'azzurro accostata da tre stelle a otto punte di rosso, 2.1 alias D'oro, alla banda d'azzurro accostata da tre stelle a otto rose di rosso, 2.1 alias D'oro, alla banda d'azzurro accostata da tre stelle a otto punte di rosso, 2.1; con il capo di Santo Stefano alias D'oro, alla banda d'azzurro accostata da tre stelle a otto rose di rosso, 2.1; con il capo di Santo Stefano (citato in (15))                                                                                                |
|        | Bonfanti (Pistoia) Di rosso, alla fascia d'oro e a tre pali attraversanti dello stesso; con il capo d'azzurro caricato di tre stelle a otto punte d'oro ordinate tra i quattro pendenti di un lambello di rosso alias Di rosso, a tre pali d'oro; con il capo d'azzurro caricato di tre stelle a sei punte d'oro ordinate fra i quattro pendenti di un lambello di rosso alias Di rosso, a tre pali d'oro; con il capo d'azzurro caricato di tre stelle a otto punte d'oro ordinate fra i quattro pendenti di un lambello di rosso (citato in (15)) |
|        | Bonfanti (Toscana) (DE) In Silber 1 achtspeichiges blaues Rad (citato in (21)) |
|        | Bonfanti (Toscana) (DE) In gold-blau schräggeviertem Feld 1 achtstrahliger roter Stern in der Ortstelle (citato in (21)) |
|        | Bonfantini (Firenze) Inquartato decussato d'oro e d'azzurro (citato in (15)) (DE) Gold-blau schräggeviert (citato in (21)) |
|        | Bonfantini (Firenze) D'azzurro, allo scaglione scorciato riverso d'argento (citato in (15)) |
|        | Bonfigli (Ravenna) d'azzurro, alla zampa di leone d'oro armata di nero posta in fascia ed una fascia alzata di rosso sormontata da 3 gigli d'oro ordinati in capo. (citato in GUCA – pag. 24, in (6) - pag. 98 e in DAlena) |
|        | Bonfigli (Livorno) Di cielo, al putto di carnagione cavalcante un delfino al naturale nuotante nel mare dello stesso, il putto additante una cometa d'oro posta nel cantone destro del capo (citato in (15)) |
|        | Bonfigli (Siena) D'azzurro, allo scaglione d'oro, accompagnato da tre crescenti montanti dello stesso, 2.1 (citato in (15)) |
|        | Bonfigli de' Coltrini (Siena) D'azzurro, alla croce di sant'Andrea d'oro, accantonata da quattro stelle a otto punte dello stesso (citato in (15)) |
|        | Bonfiglio (Lentini, Messina) Titolo: barone di Carmito, Condro, Gatteri, Mastra, Casale in M ilazzo; nobile dei baroni spaccato di argento e di nero, al leone dell'uno nell'altro (citato in (4) – Vol. II pag. 122, in (18) e in Mango) diviso d'argento e di nero con un leone dell'uno nell'altro. Corona di principe (citato in (29)) Notizie storiche in Famiglie nobili di Sicilia. |
|        | Bonfiglio (Nizza) Titolo: baroni de La Turbie; signori di Rocchetta del Varo D'azzurro, alla banda, accompagnata da sei stelle, il tutto d'oro Motto: In his et ab his omnia (citato in (17)) |
|        | Bonfiglio (Casale ?) Troncato d'azzurro e d'argento, all'albero di verde, nutrito sulla pianura erbosa, al naturale (citato in (17)) |
|        | Bonfiglioli (Pistoia) Fasciato di sei pezzi d'oro e d'azzurro, al capo d'argento caricato di uno stelo di verde fruttifero di tre pannocchie d'oro alias D'oro, a due pali d'azzurro; al capo del secondo caricato di uno stelo di verde fruttifero di tre spighe d'oro (citato in (15)) |
|        | Bonfigliuoli (Firenze) Sbarrato di sei pezzi d'oro e di rosso, alla banda attraversante d'azzurro seminata di gigli d'oro (di Francia) (citato in (15)) |
|        | Bonfigliuoli (Siena) D'oro, alla croce ricrociata di verde (citato in (15)) |
|        | Bonfil (Prato) D'azzurro, all'albero al naturale nodrito sul terreno dello stesso e fruttifero d'oro, sinistrato da un ariete passante al naturale e sormontato da tre stelle a otto punte d'oro ordinate in capo (citato in (15)) |
|        | Bonfini (Firenze) Di rosso, al leone d'argento tenente un libro chiuso d'oro, affibbiato dello stesso, il leone sostenuto dalla campagna d'azzurro caricata di una stella a otto punte d'oro; il tutto abbassato sotto il capo dell'Impero (citato in (15)) |
|        | Bonfio (Cremona) d'azzurro alla branca di leone al naturale, uscente dal fianco destro e tenente un ramo di palma di verde; il tutto sormontato dal capo d'oro all'aquila di nero (citato in BLCR) Immagine in Blasonario Cremonese (archiviato dall'url originale il 7 aprile 2014). |
|        | Bonfioli (Bologna) (la blasonatura non è riportata) (citato in (11) – pag. 201) |

### Bong
| Stemma | Casato e blasonatura |
| ------ | --- |
|        | Bongi (Toscana) (DE) In silber-blau gerautetem Feld 1 silberner Schrägbalken (citato in (21)) |
|        | Bongianelli (Firenze) D'oro, alla fascia contromerlata di nero (citato in (15) e in (21)) |
|        | Bongianni (Pistoia) Interzato in fascia di rosso, d'azzurro e di verde, a due leoni leoparditi d'oro, uno nel 1º e uno nel 2º alias Interzato in fascia di rosso, d'azzurro e d'oro, a due leoni leoparditi d'oro, uno nel 1º e uno nel 2º (citato in (15)) |
|        | Bongiardina o Bongiardino o Mongiardino (Sicilia) partito: nel 1° d'azzurro, all'albero di palma al naturale, sostenuto da due leoni affrontati e controrampanti al tronco ... (citato in Mango) partito nel 1° d'azzurro con due leoni d'oro rampanti contro un albero di palma dello stesso, nel 2° d'azzurro con tre bande di oro (citato in (29)) alias di verde, a tre monti d'oro, moventi dalla punta, quello del centro cimato da un albero di pino del secondo (citato in Mango) Notizie storiche in Famiglie nobili di Sicilia. |
|        | Bongini (Firenze) Troncato d'argento e di rosso, al leone attraversante d'oro, sinistrato nel primo da una stella a sei punte d'azzurro; con il capo semipartito d'oro e di rosso, caricato di due torri dell'uno nell'altro, aperte del campo (citato in (15)) |
|        | Bongino (Favria) Di rosso, alla torre d'argento, sostenuta da un leone d'oro e sormontata da una stella, dello stesso Motto: Bonum gignit (citato in (17)) |
|        | Bongioanne (Tropea) (LA) campum aureum in medio Incus cui involvitur Colubris duoque mallei instar percutientium (citato in BLCL) Immagine e notizie storiche in Tropea Magazine. |
|        | Bongiorno (Patti, Palermo) d'azzurro, al sole d'oro, sormontato da tre stelle d'argento, ordinate nel capo (citato in Mango) d'azzurro con un sole d'oro, accompagnato in capo da due stelle d'argento (citato in (29)) Notizie storiche in Famiglie nobili di Sicilia. |
|        | Bongiovanni (Firenze) D'azzurro, alla stella a otto punte d'oro sormontata da due gigli dello stesso (citato in (15)) |
|        | Bongiovanni (Sicilia) di verde, al ramo fogliato, fiorito d'argento, con un serpe nero (citato in DAlena e in Mango) alias d'azzurro con albero a due rami di oro attortigliato da un serpe di verde. Corona di barone (citato in (29)) albero di 2 soli rami di oro uscente dalla punta accollato da un serpente di verde su azzurro (citato in LEOM) Notizie storiche in Famiglie nobili di Sicilia. |
|        | Bongiovanni o Bongioanni (Neive) Titolo: conti di Castelborgo D'azzurro, alla fascia alzata, accompagnata in capo da tre stelle ordinate in fascia, in punta da un agnello, sdraiato nella pianura, il tutto d'argento alias Inquartato, di Avogadro e di Cissone, sul tutto di Bongiovanni (citato in (17)) |
|        | Bongiovanni o Bongioanni (Cavallermaggiore) Troncato d'azzurro e d'oro, alla fascia d'argento sulla partizione, accompagnata in capo da tre stelle d'oro, ordinate in fascia (citato in (17)) |
|        | Bongiovanni o Bongioanni (Mondovì ?) D'azzurro, a tre stelle d'oro, ordinate in fascia, con il capo d'oro, carico di un'aquila coronata, di nero (citato in (17)) |
|        | Bongiovanni (Tropea) d'azzurro all'incudine di nero attorcigliata da un serpente d'oro; il tutto accompagnato in capo da una mazza e da un martello d'oro in scaglione (citato in BLCL) |
|        | Bongiovanni (Tropea) D'azzurro all'incudine d'argento abbassata ed accompagnata in capo da una mazza e da un martello d'oro in scaglione (citato in BLCL) |
|        | Bongiovanni (Cremona) d'argento al destrocherio vestito di rosso, movente dal fianco destro e tenente un ramo fogliato di verde dinanzi un leone rampante d'oro posto a sinistra; con la campagna d'oro caricata di tre pali d'azzurro e con il capo d'azzurro, sostenuto da una divisa d'oro, e caricato da tre stelle dello stesso (citato in BLCR) Immagine in Blasonario Cremonese (archiviato dall'url originale il 7 aprile 2014).                                                                                                  |
|        | Bongirolami (o Buongirolami Firenze) D'azzurro, al sole d'oro posto in mezzo a tre stelle a otto punte dello stesso, 2.1 (citato in (15)) (DE) In Blau 1 strahlende gesichtete Sonne, begleitet oben von 2, unten von 1 achtstrahligen goldenen Stern (citato in (21)) alias D'azzurro, al sole d'oro posto in mezzo a tre stelle a otto punte dello stesso, 2.1, con nel capo una palla di..., caricata di tre gigli di... (citato in (15))                                                                                              |
|        | Bonguglielmi (Firenze) Partito: nel 1º d'azzurro, a due teste di leone d'oro ordinate l'una sull'altra; nel 2º losangato di rosso e d'argento (citato in (15)) |

### Boni
| Stemma | Casato e blasonatura |
| ------ | --- |
|        | Boni (Firenze) spaccato: 1º di rosso a due stelle di 8 raggi d'oro; 2º di nero alla stella di 8 raggi d'oro, alla fascia d'oro sulla partitura (citato in (4) – Vol. I pag. 483) |
|        | Boni (Cortona, Firenze) Troncato di rosso e di nero, a tre stelle a otto punte d'oro, due poste nel 1º e una nel 2º, e alla fascia dello stesso passata sulla troncatura (citato in (15)) |
|        | Boni (Firenze, Garfagnana) Partito di rosso e d'azzurro, al leone d'argento attraversante sulla partizione [caricato di uno scudo d'azzurro, sovraccaricato di uno, o di tre gigli d'oro] Motto: Pro fortis hastā dea (citato in CROL – Vol. I pag. 153, in FBBG, in (34), in (10) – fasc. 847, in (4) e in (23)) |
|        | Boni (Firenze) Partito di rosso e d'azzurro, al leone attraversante d'argento caricato di uno scudetto di Francia alias Partito di rosso e d'azzurro, al leone attraversante d'argento caricato di uno scudetto di Firenze alias Partito di rosso e d'azzurro, al leone attraversante d'argento caricato di uno scudetto di rosso sovraccaricato di un giglio d'oro alias Partito di rosso e d'azzurro, al leone attraversante d'argento caricato di un giglio di ... (citato in (15)) |
|        | Boni (Firenze) D'azzurro, a quattro catene moventi dai quattro angoli dello scudo e riunite in cuore per un anello, il tutto d'oro e accantonato da quattro stelle a otto punte dello stesso (citato in (15)) |
|        | Boni (Firenze) Di..., alla banda di..., caricata di tre crescenti di..., volti nel senso della pezza (citato in (15)) |
|        | Boni (Firenze) D'azzurro, a due corna di cervo decussate d'oro (citato in (15)) |
|        | Boni (Pistoia) Di verde, a tre pali di rosso e alla fascia attraversante d'oro; con il capo d'Angiò (citato in (15)) |
|        | Boni (Cagli) (la blasonatura non è stata ancora caricata) (citato in DAlena) |
|        | Boni (Velletri) Cigno (citato in DAlena) |
|        | Boni (Asolo) (la blasonatura non è stata ancora caricata) (citato in DAlena) |
|        | Boni (Cuneo) D'oro, al sole di rosso? (citato in (17)) |
|        | Boni (Toscana) (DE) Blau-gold spitzenförmig geteilt (citato in (21)) alias (DE) Gold-blau spitzenförmig geteilt (citato in (21)) |
|        | Boni (Toscana) (DE) Rot-silber gespalten (citato in (21)) alias (DE) Silber-rot gespalten (citato in (21)) |
|        | Boni (Toscana) (DE) Blau-rot gespalten, links 1 silberner Löwe überdeckt von 1 mit 1 goldenen Lilie belegten blauen Scheibe (citato in (21)) |
|        | Boni (Parma) bue passante di oro testa di tre quarti su azzurro - capo d'Impero (citato in LEOM) |
|        | Boni delle Catene (Firenze) d'azzurro, a quattro catene d'oro poste in croce di sant'Andrea, convergenti ai quattro angoli dello scudo e moventi da un anelletto d'argento in abisso, accostato da due stelle d'oro (citato in CROL – Vol. I pagg. 152-153) (citato in (10) - fasc. 848) |
|        | Boni delle Ruote (Firenze) D'azzurro, al monte di sei cime d'argento, sormontato da una cometa d'oro (citato in (15)) |
|        | Boni-Piracini (Cesena) (la blasonatura non è stata ancora caricata) (citato in BLCW) Immagine in Blasone Cesenate. |
|        | Bonicelli (Ovada) Inquartato: nel 1° e nel 4° d'oro, al caprone rivoltato d'argento; nel 2° di rosso a due bande d'argento; nel 3° d'argento a tre sbarre di rosso (citato in (33)) |
|        | Bonicelli (Brescia) un cavallo rampante che emerge da una tazza (citato in Piovanelli) |
|        | Bonichi (Siena) Di..., a sei filetti in banda di..., e alla sbarra attraversante di... (citato in (15)) |
|        | Bonida o Boni di Cortona (Toscana) (DE) Durch 1 goldenen Balken rot-schwarz geteilt, oben 3 achtstrahlige goldene Sterne balkenweise (citato in (21)) |
|        | Bonicontri (Toscana) (DE) Gold-gold schräggeteilt, oben 3 blaue Schräglinksbalken (citato in (21)) |
|        | Bonifacio o Bonifato (Scala) D'azzurro, alla banda scaccata d'oro e di rosso accompagnata da due leoni rampanti d'argento (citato in DAlena) |
|        | Bonifacio (Susa) Troncato, al 1° di [...], al sole di [...], al 2° di [...], al pesce natante di [...] Motto: Qui quid uni omnibus (citato in (17)) |
|        | Bonifacio (Nizzardo) Troncato, al 1° d'azzurro, all'arnia sormontata da un sole e circondata da sei api, il tutto d'oro, al 2° d'argento, al leone di nero, linguato di rosso (citato in (17)) |
|        | Bonifacio o Bonifazio (Sicilia) d'oro, a quattro pali di rosso, attraversati dalla banda del primo (citato in Mango) d'oro con quattro pali di rosso ed una banda d'argento attraversante sul tutto. Corona di barone (citato in (29)) Notizie storiche in Famiglie nobili di Sicilia. |
|        | Bonifanti (Centallo) Titolo: conti di S. Benedetto D'azzurro, a tre scaglioni d'argento, con tre stelle d'oro ordinate in palo, la prima e seconda caricanti il secondo e terzo scaglione, con il capo d'oro carico di un'aquila coronata, di nero, attraversante sopra il primo scaglione Motto: Bona fide exuberat alias Scaglionato d'azzurro e d'argento, con il capo d'oro, carico di un'aquila coronata, di nero, attraversante sopra il primo scaglione (citato in (17)) |
|        | Bonimelli (Reggio Emilia) 3 stelle (6 raggi) di oro su banda di azzurro su rosso - 2 plinti di azzurro posti in fascia in capo su rosso (citato in LEOM) |
|        | Bonin (Vicenza) Titolo: conti di Morano Troncato, d'argento, e d'azzurro, allo scaglione rovesciato d'argento, con il bue rampante di rosso, nascente dai lati superiori dello scaglione e attraversante sulla partizione (citato in (17)) |
|        | Bonin Longare (Vicenza, Montecchio Precalcino) Titoli: Nobile, Conte troncato: di argento al bue di rosso nascente dalla partizione e di azzurro allo scaglione d'argento rovesciato (citato in (4) – Vol. II pag. 123) |
|        | Bonina (Castroreale, Messina) di nero, al leone d'oro, tenente con le zampe anteriori una spiga d'avena di argento (citato in Mango) |
|        | Bonincontri (Firenze) Trinciato: nel 1º sbarrato di sei pezzi d'azzurro e d'oro; nel 2º d'oro pieno (citato in (15)) |
|        | Bonincontro (Sicilia) d'azzurro, al triangolo d'oro, posto sopra un'asta del medesimo, attortigliato da due serpi di nero, ed accompagnato da tre stelle di sei raggi d'oro, situate una in capo e due in punta (citato in Mango) d'azzurro con asta d'oro cimata da un triangolo dello stesso, attortigliata da due serpi di nero accompagnata da tre stelle d'oro con sei raggi situate una in capo e due in punta (citato in (29)) Notizie storiche in Famiglie nobili di Sicilia. |
|        | Bonincontro (Sicilia) palo uscente dalla punta terminante con un triangolo tutto di oro su azzurro accollato da - 2 serpenti di nero intrecciati tra loro con le teste affrontate - 3 stelle (5 raggi) di oro poste una in capo e 2 in fascia nella punta su azzurro (citato in LEOM) |
|        | Bonini (Reggio Emilia, Roma) d'azzuro all'albero frondoso al naturale radicato sulla campagna di verde, al bue passante, bianco e nero. Il tutto accompagnato in capo da tre stelle (6) d'oro, poste in fascia (citato in (4) – Vol. II pag. 123) |
|        | Bonini (Colle) D'argento, al cavallo inalberato di rosso (citato in (15), fasc. 5215) con una inesattezza: l'insegna è in realtà un unicorno. Un documento rilasciato a suo tempo dalla Deputazione sopra la Nobiltà e la Cittadinanza del Granducato di Toscana riportava: "Leocorno rufo in campo albo". |
|        | Bonini (Firenze) Di..., a tre bisanti (o tortelli) di..., ordinati in banda (citato in (15)) |
|        | Bonini (Firenze) Troncato: nel 1º fasciato ondato di nero e d'argento; nel 2º d'oro, a tre rocchi di scacchiere di nero, 2.1; sul tutto d'argento, al pomo (melone) di verde (citato in (15)) |
|        | Bonini (Firenze) Di..., al destrocherio di carnagione vestito di..., impugnante un compasso semiaperto in ventaglio di...; con il capo cucito d'Angiò (citato in (15)) |
|        | Bonini (Roma) 5 stelle (5 raggi) di argento poste in croce di Sant'Andrea su azzurro - colomba della pace al naturale su azzurro - testa di bue al naturale in maestà su azzurro (citato in LEOM) |
|        | Bonini (Cesena) (la blasonatura non è stata ancora caricata) (citato in BLCW) Immagine in Blasone Cesenate. |
|        | Bonino (Biella) Titolo: conti di Chiavazza, Valdengo D'argento, al semprevivo di verde, con il capo d'azzurro, alla stella d'oro Motto: Ad ethera (citato in (17)) |
|        | Bonino (Bra) D'oro, all'orso al naturale, ritto, tenente una colonna di rosso posta in banda Motto: Firma fides (citato in (17)) |
|        | Bonino (Fossano) Titolo: conti (signori?) di Robassomero D'oro, all'orso al naturale, ritto, tenente una colonna di rosso posta in banda Motto: Firma fides (citato in (17)) |
|        | Bonino (Avigliana) Titolo: consignori di S. Giorio, Villarbasse, Villarfocchiardo D'oro, alla colonna di rosso, accostata da un orso al naturale, seduto, abbracciante la colonna e in atto di morderla Motto: Fortior fides alias Troncato, d'argento alla fascia di nero doppioinnestata e nuvolosa, e d'oro, alla foglia di semprevivo di verde Motto: Fide et merito parta alias Troncato d'argento e d'azzurro, il primo a tre stelle del secondo, il secondo a tre melagrane d'oro Motto: Matura prodibunt (citato in (17)) |
|        | Bonino (Fossano) D'azzurro, al bue d'oro, passante sulla pianura, di verde, sormontato da una stella, pure d'oro Motto: Virtus oculta perit (citato in (17)) |
|        | Boninsegni (Colle) D'azzurro, a sei crescenti montanti d'oro, ordinati in cinta alias D'azzurro, a sei crescenti montanti d'argento, ordinati in cinta (citato in (15)) |
|        | Boninsegni o Buoninsegni (Firenze) Trinciato d'oro e d'azzurro, a tre stelle a otto punte ordinate in banda dell'uno nell'altro (citato in (15)) (DE) In gold-blau schräggeteiltem Feld 3 achtstrahlige Sterne in verwechselten Tinkturen nach der Teilungslinie (citato in (21)) alias Trinciato d'oro e d'azzurro, a tre stelle a sei punte ordinate in banda dell'uno nell'altro (citato in (15)) alias Trinciato d'oro e d'azzurro, a tre stelle a cinque punte ordinate in banda dell'uno nell'altro (citato in (15)) alias Trinciato d'oro e d'azzurro, a tre stelle a otto punte ordinate in banda dell'uno nell'altro; con il capo d'Angiò (citato in (15)) alias Trinciato d'oro e d'azzurro, a tre stelle a sei punte ordinate in banda dell'uno nell'altro; con il capo d'Angiò (citato in (15)) alias Trinciato d'oro e d'azzurro, a tre stelle a cinque punte ordinate in banda dell'uno nell'altro; con il capo d'Angiò (citato in (15)) |
|        | Boninsegni (Pistoia) Troncato: nel 1º d'oro, al rincontro di bue d'azzurro (o al naturale); nel 2º d'azzurro, al crescente montante d'argento (citato in (15)) |
|        | Boninsegni (Siena) Di rosso, allo scaglione d'oro accompagnato da tre rocchi di scacchiere dello stesso, 2.1 alias Di rosso, allo scaglione d'oro accompagnato da tre rocchi di scacchiere dello stesso, 2.1; con il capo dell'Impero (citato in (15)) |
|        | Boninsegni (Toscana) (DE) Unter 1 roten Schildhaupt in Silber 3 schräggelegte gestürzte rote Schwerter schräglinksbalkenweise (citato in (21)) |
|        | Boninsegni (Toscana) (DE) In Gold 1 blauer Halbkeil und 1 steigender blauer Halbkeil überdeckt von 1 roten Balken, dieser belegt mit 3 achtstrahligen goldenen Sternen (citato in (21)) |
|        | Boniperti (Milano, Novara) Titolo: signori di Lozzolo (?) D'oro, al capo di rosso, carico di un leone illeopardito del campo alias D'argento, al leone d'azzurro alias Troncato, al 1° di rosso, al leone illeopardito, d'oro, al 2° d'azzurro, a tre conchiglie d'oro alias Fasciato di rosso e d'argento Motto: Humilitas omnia vincit (citato in DAlena e in (17)) |
|        | Bonistalli (Empoli) Di..., alla colonna di..., sinistrata da un capro saliente di nero, e accompagnata nei cantoni del capo da due stelle a otto punte di... (citato in (15)) |
|        | Bonito (Scala, Napoli) Titolo: patrizio Napoletano D'azzurro, alla banda d'oro con sei mezzi gigli d'oro partenti dalla banda, tre di sopra e tre di sotto (citato in DAlena e in (18)) d'azzurro, alla banda d'oro, costeggiata da sei gigli dello stesso, uscenti dalla banda (citato in Mango) banda di oro 6 mezzi gigli 3 a 3 uscenti dalla banda di oro su azzurro (citato in LEOM) |
|        | Bonito (Napoletano) d'azzurro alla banda sormontata da tre gigli e accostata in punta da altri tre gigli, disposti in banda, il tutto d'oro alias d'azzurro alla sbarra sormontata da tre gigli e accostata in punta da altri tre gigli, disposti in sbarra, il tutto d'oro (citato in (22)) Notizie storiche in Nobili napoletani. |
|        | Bonivento (Chioggia) (la blasonatura non è stata ancora caricata) (citato in Araldica gentilizia (archiviato dall'url originale il 19 marzo 2005).) |
|        | Bonizi (Tolfa, Roma) di azzurro all'ancora, di 3 uncini di argento, posta in palo (citato in (4) – Vol. II pag. 123) |
|        | Bonizi (Toscana) (DE) In Silber 6 schwarze Scheiben, 3:2:1 gestellt (citato in (21)) |
|        | Bonizzi (Firenze) Di rosso, alla banda di losanghe accollate d'oro (citato in (15)) (DE) In Rot 1 goldener Rautenschrägbalken (citato in (21)) |
|        | Bonizzi (Firenze) D'argento, a sei palle di nero, 3.2.1 (citato in (15)) |

### Bonl
| Stemma | Casato e blasonatura |
| ------ | --- |
|        | Bonlini (Venezia) Titoli: N.U.N.D., Patrizio veneto d'azzurro alla campagna di verde, cucita, con cinque piante di lino nodrite nella campagna, ciascuna fiorita di un pezzo sulla cima, la seconda e la quarta sostenenti un cardellino, affrontati, il tutto al naturale (citato in (4) – Vol. II pag. 124) |

### Bonm
| Stemma | Casato e blasonatura |
| ------ | --- |
|        | Bonmartini (Padova) Titolo: Nobile d'azzurro a tre bande d'oro, quella di mezzo carica di una crocetta d'argento cucita patente e bifida (citato in (4) – Vol. II pag. 124)                              |
|        | Bonmattei (Firenze) Troncato d'oro e d'azzurro, alla fascia d'argento passata sulla troncatura, e all'albero al naturale nodrito su un monte di sei cime d'oro, attraversante sul tutto (citato in (15)) |

### Bonn
| Stemma | Casato e blasonatura |
| ------ | --- |
|        | Bonnefoy Titolo: consignori de La Penne D'oro, alla fascia scaccata di due file d'argento e di rosso, sormontata da uno scaglione rovesciato, di rosso, carico di cinque bisanti, d'oro, con il capo d'azzurro, carico di un giglio, d'oro (citato in (17)) |
|        | Bonnot (Briançon) Di nero, allo scaglione d'oro, con il capo d'argento, carico di tre rose, di rosso alias D'azzurro, allo scaglione d'oro, con il capo d'argento, carico di tre rose, di rosso (citato in (17))                                            |

### Bono
| Stemma | Casato e blasonatura |
| ------ | --- |
|        | Bono (Ventimiglia) troncato: nel 1º d'argento a 4 losanghe e 2 mezze di rosso in palo; nel 2º di rosso al giglio d'oro; alla fascia d'argento sul troncato caricata del motto: "Deo Iuvante" di nero Cimiero: un mezzo volo di nero (citato in GUCA – pag. 564 e in DAlena)                                                                    |
|        | Bono (Firenze) Troncato d'argento e di rosso, alla stella a otto punte del primo nel secondo (citato in (15)) |
|        | Bono (Verzuolo) Titolo: conti di Costigliole Saluzzo D'argento, al pero al naturale, fruttato di due pezzi, con la torre di rosso attraversante, chiusa del campo, la porta caricata di un sole d'oro (citato in (17)) |
|        | Bono o Bono di Polizzi (Sicilia) spaccato, innestato, merlato, d'azzurro e d'oro (citato in Mango) diviso merlato d'oro e d'azzurro (citato in (29)) alias d'oro, ad un angelo tenente in mano una palma, il tutto al naturale (citato in Mango) Notizie storiche in Famiglie nobili di Sicilia.                                               |
|        | Bono o Del Bono (Sicilia) Titolo: marchese d'azzurro con tre monti d'oro, quello di mezzo sormontato da un'arca dello stesso, ed un arco baleno posto al capo (citato in (29)) Notizie storiche in Famiglie nobili di Sicilia. |
|        | Bono d'oro, al sole di rosso (citato in (25)) |
|        | Bonoli (Cesena) (la blasonatura non è stata ancora caricata) (citato in BLCW) Immagine in Blasone Cesenate. |
|        | Bonomi (Venezia) d'argento, alla croce di rosso accantonata da 4 B dello stesso (citato in GUCA – pag. 337 e in DAlena) |
|        | Bonomi (Cremona) d'azzurro a due uomini vestiti di violetto inginocchiati davanti alla croce del Calvario piantata sulla pianura erbosa, con tre stelle di sei raggi d'oro male ordinate in capo (citato in BLCR) Immagine in Blasonario Cremonese (archiviato dall'url originale il 7 aprile 2014).                                           |
|        | Bonomi Todeschini (Padova) Titolo: Nobile troncato: al 1º d'argento all'aquila di nero, rivoltata; al 2º d'azzurro al compasso aperto, accompagnato da tre stelle (7) il tutto d'oro (citato in (4) – Vol. II pag. 125) |
|        | Bonomi Todeschini (Padova) compasso aperto punte in basso di argento su azzurro - 3 stelle (7 raggi) di argento poste 2,1 su azzurro - aquila di nero su argento in capo (citato in LEOM) |
|        | Bonomini (Firenze) Fasciato ondato d'argento e d'azzurro, alla bordura di rosso (citato in (15)) |
|        | Bonomo (Sicilia) Titolo: marchese del Casale di Castania di rosso, alla scala d'oro, in palo (citato in Mango) di rosso con una scala d'argento a cinque scalini posta in palo Corona di marchese ed elmo cimato da un corvo d'oro, che tiene in bocca un anello dello stesso (citato in (29)) Notizie storiche in Famiglie nobili di Sicilia. |
|        | Bonoris (Brescia, Montichiari) partito: al 1º fasciato d'oro e di rosso; al 2º d'oro al monte di tre cime movente dalla punta dello scudo, verdeggiante al naturale, colla crocetta di Calvario di nero nodrita su la vetta (citato in (4) – Vol. II pag. 126)                                                                                 |
|        | Bonotti Ugolini (Firenze) D'azzurro, al gatto passante e retroguardante al naturale, sormontato da due mazze d'arme decussate d'oro, legate di rosso alias D'azzurro, al gatto passante e retroguardante al naturale, sormontato da due clave decussate d'oro, legate di rosso (citato in (15))                                                |

### Bonp
| Stemma | Casato e blasonatura |
| ------ | --- |
|        | Bonpesce (Sicilia) di rosso con una banda ed una sbarra dentate scorciate d'argento, passate in s.Andrea (citato in (29)) Notizie storiche in Famiglie nobili di Sicilia. |

### Bonr
| Stemma | Casato e blasonatura |
| ------ | --- |
|        | Bonricovero di Tedaldo (Siena) D'azzurro, alla banda d'oro, accompagnata da due gigli dello stesso, 1.1 (citato in (15))                                                 |
|        | Bonristori (Prato) D'azzurro, al leone d'oro (citato in (15)) |
|        | Bonristori (Siena) Di rosso, alla banda d'oro caricata di tre conchiglie di nero alias D'oro, alla banda d'azzurro caricata di tre conchiglie d'argento (citato in (15)) |
|        | Bonromei (Pisa) Di..., al leone di... e alla fascia attraversante di... (citato in (15))                                                                                 |

### Bons
| Stemma | Casato e blasonatura |
| ------ | --- |
|        | Bonsi (Firenze) d'azzurro, alla ruota di mulino d'oro (citato in (6) – pag. 156) |
|        | Bonsi (Firenze) D'azzurro, alla ruota di molino d'oro alias D'azzurro, alla ruota di molino d'oro; con il capo d'Angiò alias D'azzurro, alla ruota di molino d'oro; con il capo di Santo Stefano (citato in (15)) |
|        | Bonsi (Toscana) (DE) In Blau 1 goldenes Rad ohne Felgen (citato in (21)) |
|        | Bonsi (Firenze) Fasciato di sei pezzi di rosso e d'oro, al capo d'argento caricato di una testa di elefante di nero nascente dalla base dello stesso (citato in (15)) |
|        | Bonsi (Toscana) (DE) In Blau 1 goldener Drillingsbalken, überdeckt von 1 goldenen Schrägbalken (citato in (21)) |
|        | Bonsi Succhielli (Firenze) D'azzurro, a tre succhielli d'oro, 2.1, e alla banda attraversante dello stesso alias D'azzurro, a tre succhielli d'oro, 2.1, e alla banda attraversante dello stesso; con il capo cucito d'Angiò alias D'azzurro, a tre succhielli d'oro, 2.1, e alla banda attraversante dello stesso, il tutto posto sotto una croce di Santo Stefano posta al di sotto di un lambello a quattro pendenti di... (citato in (15)) |
|        | Bonsi Succhielli (Toscana) (DE) In Schwarz 1 silberne Schrägleiste, überdeckt von 1 goldenen Vase mit 5 goldenen Zweigen (citato in (21)) |
|        | Bonsignore (Patti, Leonforte) Titolo: barone di Mistri, conte di Valle Giunchi d'azzurro, al leone fasciato di rosso e d'argento, coronato dello stesso (citato in (4) – Vol. II pag. 126, in (18), in Mango e in (29)) Notizie storiche in Famiglie nobili di Sicilia. |
|        | Bonsignori (Firenze) Inquartato decussato di rosso e d'azzurro, a quattro stelle a otto punte d'oro, una per ciascun quarto alias Inquartato decussato di rosso e d'azzurro, a quattro stelle a otto punte d'oro, una per ciascun quarto, e alla rotella del primo caricata di tre pali d'oro, posta sul tutto alias Inquartato decussato di rosso e d'azzurro, a quattro stelle a otto punte d'oro, una per ciascun quarto, e alla rotella del primo caricata di quattro pali d'oro, posta sul tutto alias Di..., alla croce di sant'Andrea di..., accantonata da quattro stelle a otto punte di... (citato in (15)) |
|        | Bonsignori (Firenze) Di..., alla croce di..., accantonata da quattro conchiglie di... (citato in (15)) |
|        | Bonsignori (Firenze) Di..., a tre mannaie di..., 2.1 (citato in (15)) |
|        | Bonsignori (Siena) D'oro, alla fascia contromerlata di nero (citato in (15)) |
|        | Bonsignori (Verona) busto di uomo di profilo nascente dalla troncatura vestito di verde e di rosso e bordato di oro con la mano destra in atto di giurare su rosso - oro pieno - 2 pali di oro su verde (citato in LEOM) |
|        | Bonsoli o Bonzuli (Sicilia) d'azzurro, al sole d'oro (citato in Mango e in (29)) Notizie storiche in Famiglie nobili di Sicilia. |
|        | Bonsollazzi (Firenze) Di..., all'albero di... nodrito su un monte di sei cime di..., movente dalla campagna di..., e posto in mezzo a due stelle a otto punte d'oro; con il capo dello stesso, caricato di tre stelle a otto punte d'azzurro, 1.2 (citato in (15)) |
|        | Bonsollazzi (Firenze) Di..., al cane rampante di..., collarinato di... (citato in (15)) |
|        | Bonsostegni (Firenze) D'oro, a due fasce di rosso, e al capo d'azzurro caricato di tre stelle a otto punte d'oro (citato in (15)) |

### Bont
| Stemma | Casato e blasonatura |
| ------ | --- |
|        | Bontadosi (Montefalco) (la blasonatura non è stata ancora caricata) (citato in Degli Abbati) |
|        | Bontalenti (Firenze) Inquartato decussato di verde e d'azzurro, a due stelle a otto punte d'oro poste nei quarti del secondo; il tutto abbassato sotto il capo d'Angiò (citato in (15)) |
|        | Bontalenti (Firenze) Troncato d'oro e d'azzurro, alla banda attraversante di rosso (citato in (15)) |
|        | Bontempi (Firenze) D'azzurro, alla fascia di rosso, accompagnata in capo da un sole d'oro, e in punta da un monte di sei cime dello stesso (citato in (15)) (DE) In Blau 1 roter Balken, begleitet oben von 1 strahlenden gesichteten Sonne, unten von 1 schwebenden goldenen Sechsberg (citato in (21)) |
|        | Bontempi (Firenze) D'azzurro, al monte di sei cime d'oro, sostenente sulle due cime basse laterali due foglie di... alias D'azzurro, al monte di sei cime d'oro, sostenente sulle due cime basse laterali due pannocchie di... (citato in (15))                                                          |
|        | Bontempi (Firenze) Di..., all'albero sradicato di..., accollato di una biscia di... (citato in (15)) |
|        | Bontempi o Bontempi d'Imola (Toscana) (DE) Unter 1 blauen Schildhaupt in Rot 3 goldene Schräglinksbalken (citato in (21)) |
|        | Bontigliosi (Toscana) (DE) In Rot 4 goldene Pfähle, überdeckt von 1 der Figur nach mit goldenen Lilien besäten blauen Schrägbalken (citato in (21)) |
|        | Bonturi (Toscana) (DE) In Blau 1 doppelfelgiges sechsspeichiges silbernes Rad (citato in (21)) |

### Bonu
| Stemma | Casato e blasonatura |
| ------ | --- |
|        | Bonucci (Firenze) Di..., all'aquila dal volo spiegato di..., afferrante una fiasca di..., caricata di una rosa di..., posta in punta (citato in (15)) |
|        | Bonucci (Cesena) (la blasonatura non è stata ancora caricata) (citato in BLCW) Immagine in Blasone Cesenate.                                          |
|        | Bonuci (Forlì) Gallo (citato in DAlena) |

### Bonv
| Stemma | Casato e blasonatura |
| ------ | --- |
|        | Bonvanni (Firenze) D'azzurro, alla ruota a otto raggi d'oro, posta in mezzo a tre crescenti volti dello stesso, 2.1; con il capo cucito d'Angiò alias D'azzurro, alla ruota a otto raggi d'oro, posta in mezzo a tre crescenti montanti dello stesso, 2.1; con il capo cucito d'Angiò (citato in (15)) |
|        | Bonvassalli (Pistoia) D'azzurro, al massacro di cervo d'oro (citato in (15)) |
|        | Bonvicini (Venezia) di rosso, a due colombe affrontate d'argento, che bevono ad una stessa coppa del medesimo; spaccato d'azzurro, a due bande d'argento. (citato in CROL – pag. 20) |
|        | Bonvicini (Pescia) Troncato: nel 1º d'azzurro, a tre gigli d'oro ordinati fra i quattro pendenti di un lambello dello stesso; nel 2º d'argento, alla stella a otto punte di rosso alias Troncato: nel 1º d'azzurro, a tre gigli d'oro ordinati fra i quattro pendenti di un lambello dello stesso; nel 2º d'argento, alla stella cometa di rosso (citato in (15)) |
|        | Bonvicini (Pistoia) D'azzurro, al leone leopardito d'oro, sostenuto dalla campagna di verde, e accompagnato in capo da una stella a otto punte d'oro, posta nel cantone destro e da un crescente volto d'argento, posto nel cantone sinistro (citato in (15)) |
|        | Bonvicini o Bonvicini di Pescia (Toscana) (DE) Unter 1 blauen Schildhaupt, darin 1 vierlätziger roter Turnierkragen mit je 1 goldenen Lilie zwischen den Lätzen (Capo d'Angiò), in Silber 1 achtstrahliger roter Stern (citato in (21)) |
|        | Bonvicino (Tortona) D'argento, alla casa d'azzurro, nascente dai tre lembi, aperta e finestrata del campo, con il cane bracco al naturale, seduto davanti alla porta, in atto di custodirla (citato in (17)) |
|        | Bonvisi (Lucca) d'azzurro, alla cometa d'oro ondeggiante in palo, caricata da una torta bisante inquartata in croce di Sant'Andrea d'argento e di rosso (citato in GUCA – pag. 154 e in (6) - pag. 164 (d'azzurro, alla cometa di otto raggi, quello in punta allungato, caricato di una torta bisante decussata d'argento e di rosso)) D'azzurro, alla cometa d'oro caricata di un bisante-torta inquartato in decusse d'argento e di rosso (citato in (15) e in DAlena) |
|        | Bonvisi (Toscana) D'azzurro, alla stella di otto raggi d'oro, sul tutto inquartato in decusse d'argento e di rosso (DE) In Blau 1 achtstrahliger goldener Stern überdeckt von 1 silber-rot schräggevierten Schild (citato in (21)) (Immagine nella Raccolta stemmi Trippini (JPG).) |
|        | Bonvisi (Cesena) (la blasonatura non è stata ancora caricata) (citato in BLCW) Immagine in Blasone Cesenate. |

### Bonz
| Stemma | Casato e blasonatura |
| ------ | --- |
|        | Bonzanelli (Cesena) (la blasonatura non è stata ancora caricata) (citato in BLCW) Immagine in Blasone Cesenate. |
|        | Bonzi (Crema, Milano) inquartato: al 1º e 4º d'oro alla croce di verde; al 2º e 3º campo di cielo: nel punto sinistro del capo un lago, uscente dall'angolo, nell'angolo sinistro della punta una roccia, che si stende sino al capo, piantata di tre alberi e scendente in sbarra; la roccia accompagnata verso la punta e a sinistra da un lago, contornato da tre alberi con un fiume, scorrente in banda dall'angolo sinistro del capo, all'angolo destro della punta, con un'isola di terra attraversante, il tutto al naturale Cimiero: una vasca ripiena d'acqua dalla quale è nascente un putto di carnagione inginocchiato, col braccio destro al petto ed il sinistro sul ginocchio sinistro (citato in (4) – Vol. II pag. 126) |
|        | Bonzi (Bergamo) Spaccato; nel 1° d'oro, alla croce d'argento; nel 2° spaccato d'argento e d'azzurro (citato in Stemmi della Val Brembana (archiviato dall'url originale il 6 gennaio 2013).) |